# 植松奎二
植松 奎二（うえまつ けいじ、1947年-）は、日本の彫刻家・現代美術作家。兵庫県神戸市生まれ。

## 作家略歴
兵庫県立御影高等学校、神戸大学教育学部美術科卒業。1969年第1回現代国際彫刻展（神奈川・箱根彫刻の森美術館）に入選、同年に最初の個展（京都・ギャラリー16）を開き、作家活動を始める。1974年神戸市文化奨励賞を受賞。1975年9月渡独してデュッセルドルフに拠点を構える。1986年3月第二の拠点を兵庫県西宮市に設ける。1988年、戸谷成雄、舟越桂と共に第43回ヴェネツィア・ビエンナーレの日本代表作家に選出された。1995年からはデュッセルドルフと大阪府箕面市に拠点を移して活動している。2013年第38回中原悌二郎賞を受賞（『截接―軸・経度・緯度』）。2021年兵庫県文化賞を受賞。

## 来歴

### 生い立ちと大学進学
兵庫県神戸市・下山手通の下町で、画工の二男として生まれる。長男である兄は、すでに亡くなっていた。歳の離れた姉と2歳下の弟がいる。弟・永次は後に土を素材に制作を行なう美術家となった。父親が自宅兼工房で印刷の原版用にイラスト描きやレタリングをしているのを間近で見て育つ。小さい頃から絵を描いたり模型を作るのが好きであった一方、『子供の科学』（誠文堂新光社）を愛読し、科学の不思議な面に興味を覚えた。自然史博物館や科学博物館に通い、地球や宇宙、世界の構造に関心をもち、それらを原初的な視点でとらえてみたいと考えるようになった。このことが後の作品制作に関係している。
父に芸術大学進学を反対されたため、神戸大学教育学部美術科に入学する。後に児童文学者となる岡田淳と同級であった。卒業後に市立小学校、県立工業高校で教員を務める。

### 作家活動のスタート
教職の傍ら、作品『透視−鉄』を第1回現代国際彫刻展（神奈川・箱根彫刻の森美術館、1969年）に出品し入選、作家としてデビューする。同年、初の個展で『透視−H2O』（京都・ギャラリー16）を発表する。1972年、京都ビエンナーレに出展する。

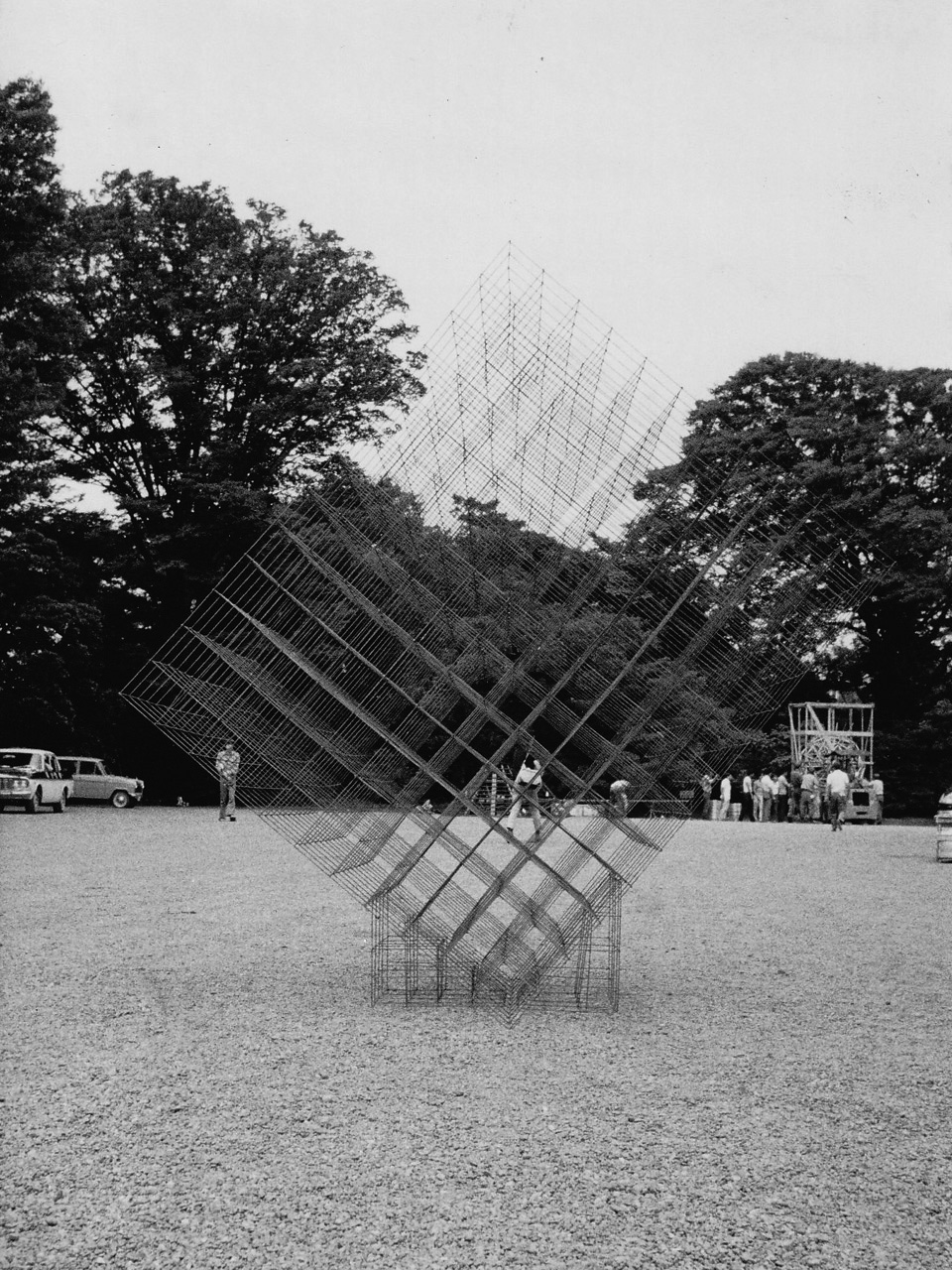
『透視−鉄』
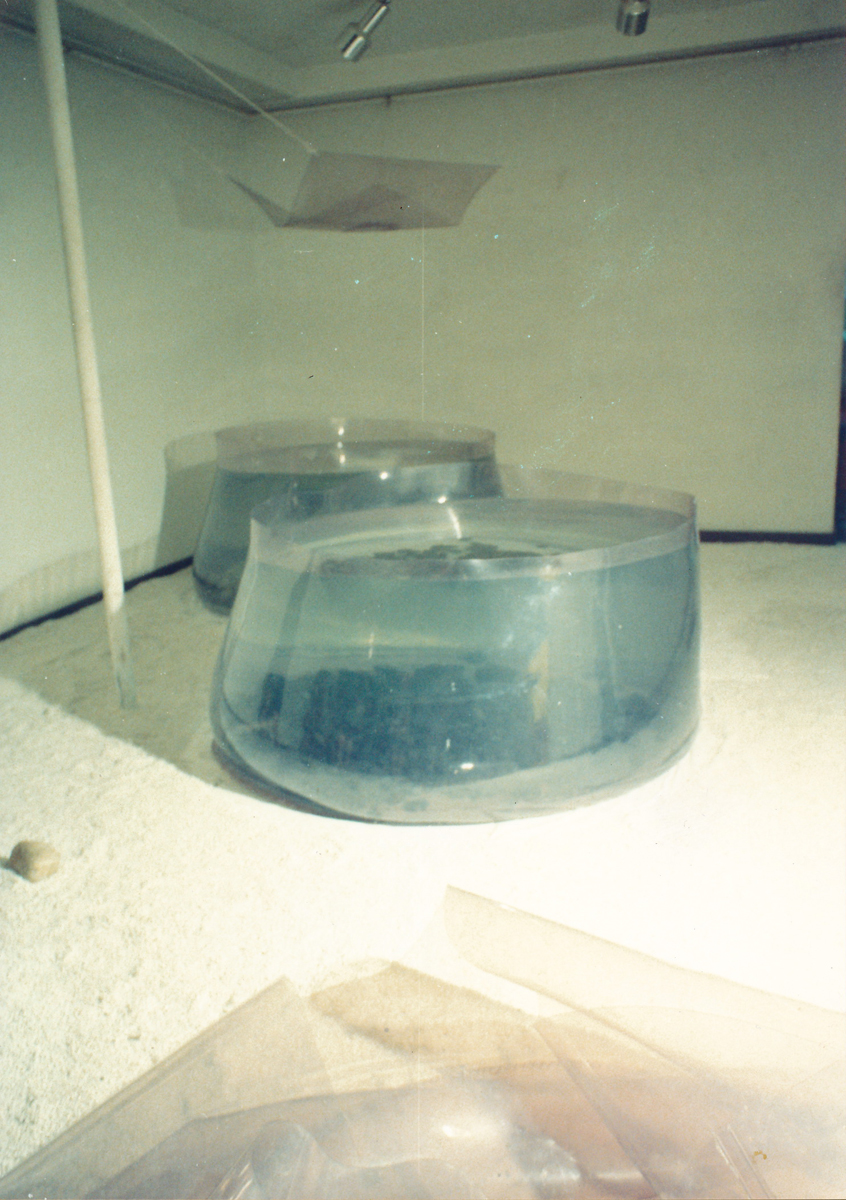
『透視−H2O』

### 海外への進出
1974年「日本の伝統と現代」展（デュッセルドルフ市立近代美術館）に選ばれて出品する。同年10月第2回神戸市文化奨励賞を受ける。この頃、自主制作映画『暗くなるまで待てない！』（大森一樹監督）に小さな役で出演する。1975年9月、芸術家の活動が盛んなデュッセルドルフを目的地として渡独（当時・西ドイツ）。1976年12月、ヨーロッパで初の個展「Keiji Uematsu, Skulptur Foto Video Film」を、ストックホルム国立近代美術館（スウェーデン）で開く。以後、ヨーロッパの美術館、ギャラリーにおいて作品発表を数多く行なう。
1980年12月、ニューヨークで初の個展「インスタレーション，軸−緯度−経度　Installation, Axis-Latitude-Longitude」をP.S.1で開く。1985年「彫刻展」（パリ・カルティエ現代美術財団）に招聘され、14年ぶりの野外彫刻となる『置−トライアングル』を制作する。以後、ヨーロッパ・日本・韓国で野外彫刻を数多く制作する。

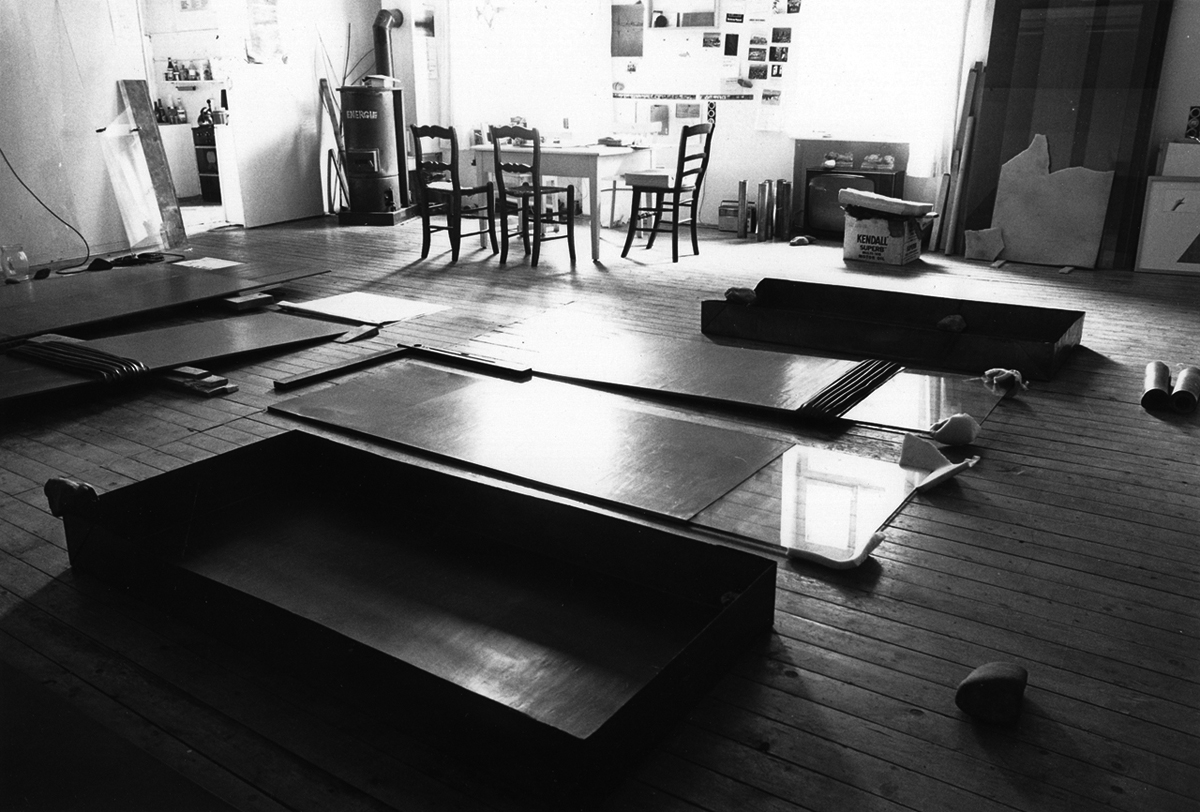
デュッセルドルフのスタジオ、1977年
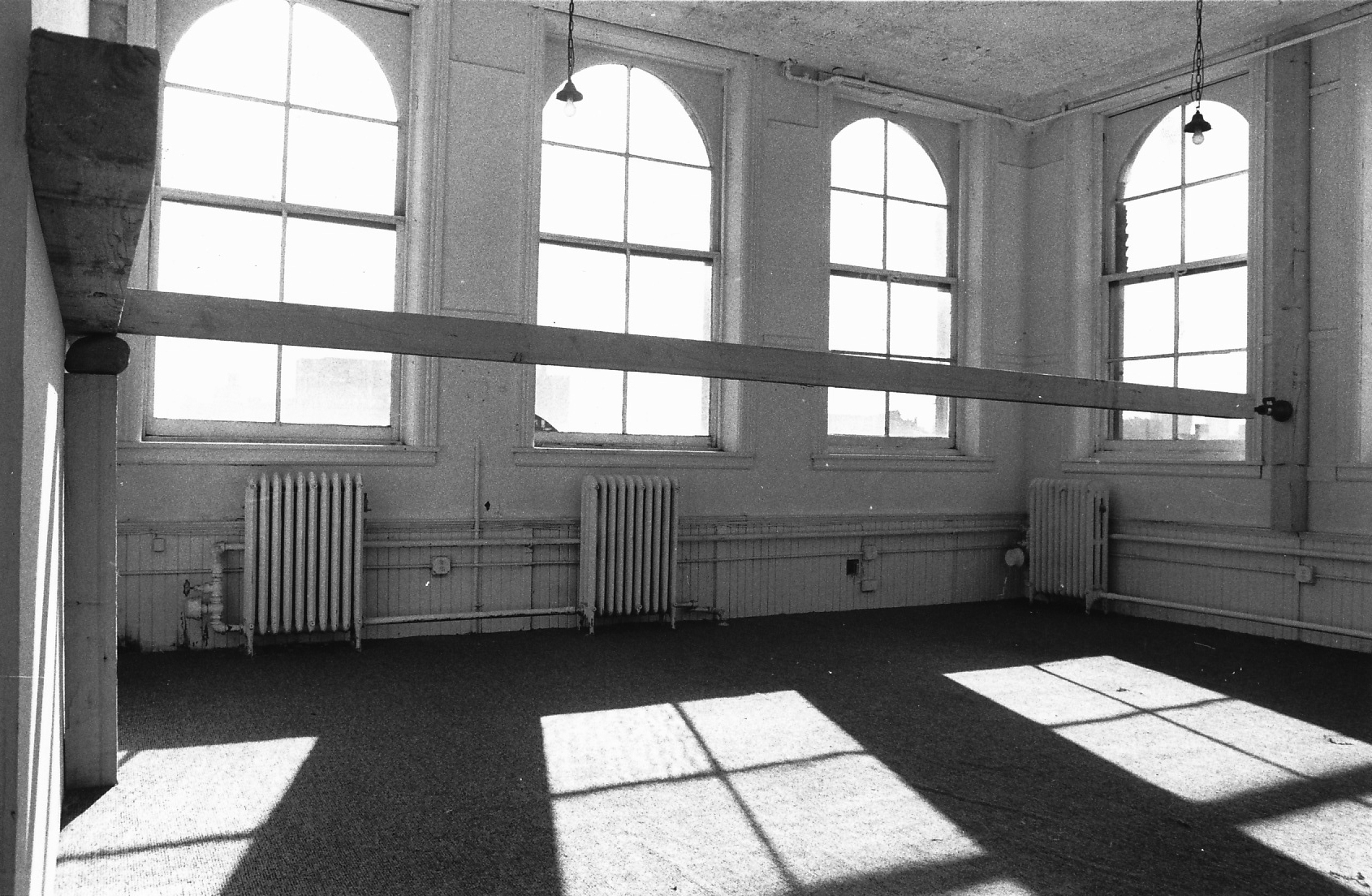
『インスタレーション，軸−緯度−経度』

### 二拠点活動
1986年3月、兵庫県西宮市に新たな拠点を構える。以後、西独デュッセルドルフと日本を往復しながら制作活動を続ける。1995年の阪神淡路大震災後、西宮市から箕面市に拠点を移す。
1988年第43回ヴェネツィア・ビエンナーレにおいて、日本館に『倒置−垂直の場　Inversion-Vertical space』を展示する。
1990年代に入っても旺盛な制作活動を続ける。1997年、日本の美術館では初となる個展「知覚を超えてあるもの」を西宮市大谷記念美術館で開く。
2003年に写真作品を主とした個展「身体と眼差しへの思考　'70sの写真・映像から新作まで」を北九州市立美術館で開く。2006年「時間の庭へ・植松奎二展」を西宮市大谷記念美術館で開く。21世紀に入っても、ほぼ年に2回のペースで個展を開催している。
2014年ロンドンのアートフェア「フリーズマスターズ　Frieze Masters」のSpotlight部門に選ばれ、1970年代の写真および立体作品を出展。同様に、2016年ロンドンでグループ展「Performing for the Camera」に出展。同年ロンドンで個展「Invisible Force」を開く。
2021年、国内では15年ぶりとなる美術館での個展「みえないものへ、触れる方法−直観」で新作を発表する。
2022年、個展「ナンセンスな旅への招待−みることの夢」を開催する。

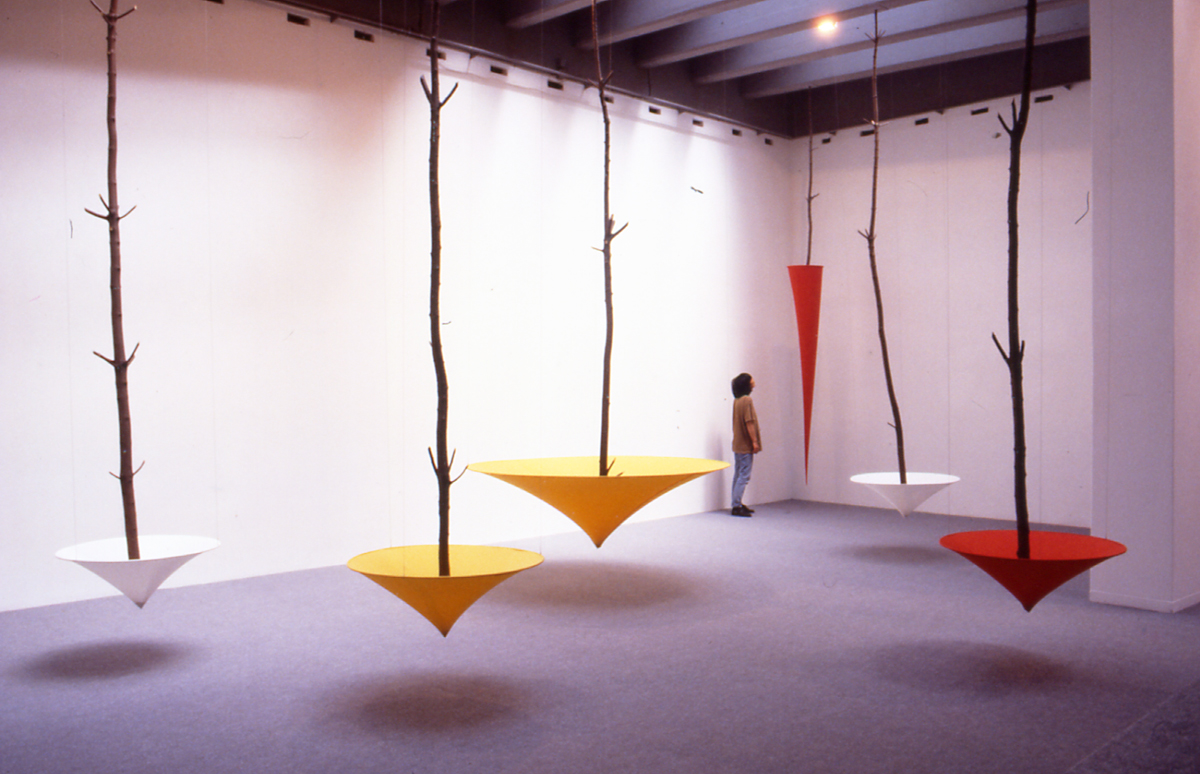
『倒置−垂直の場』
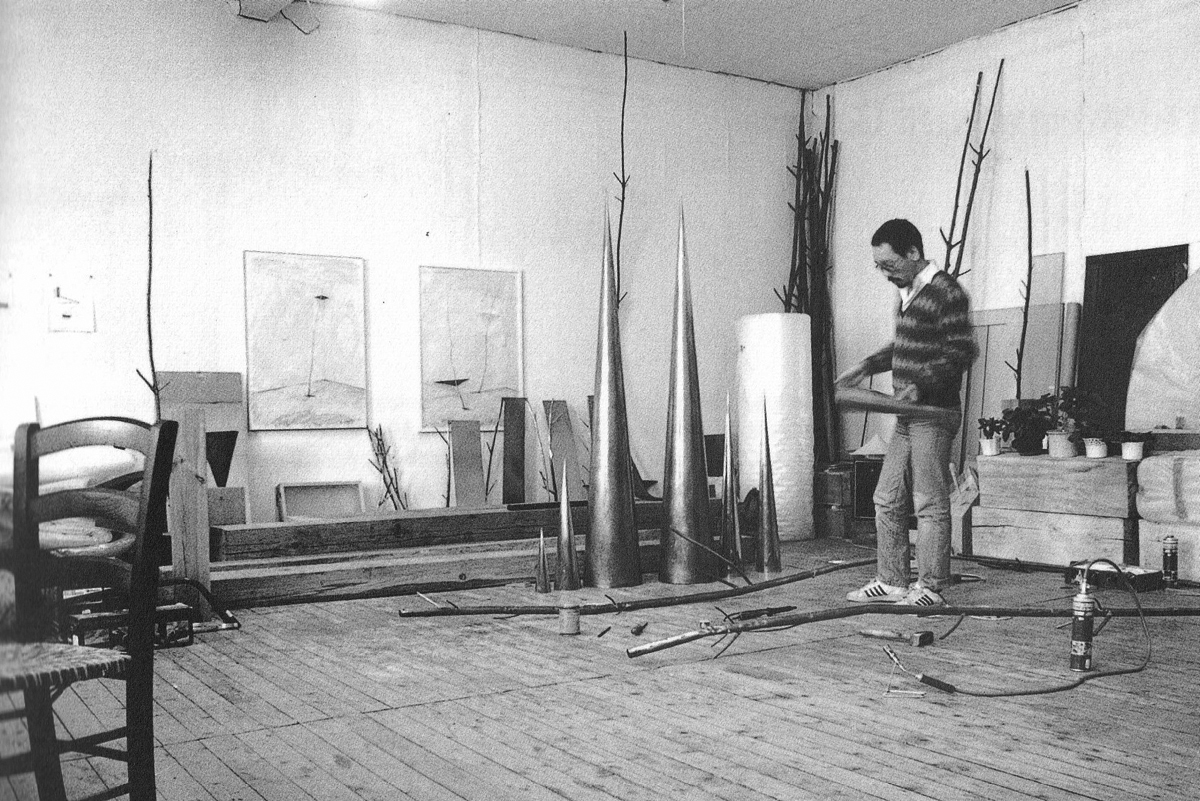
デュッセルドルフのスタジオ、1991年

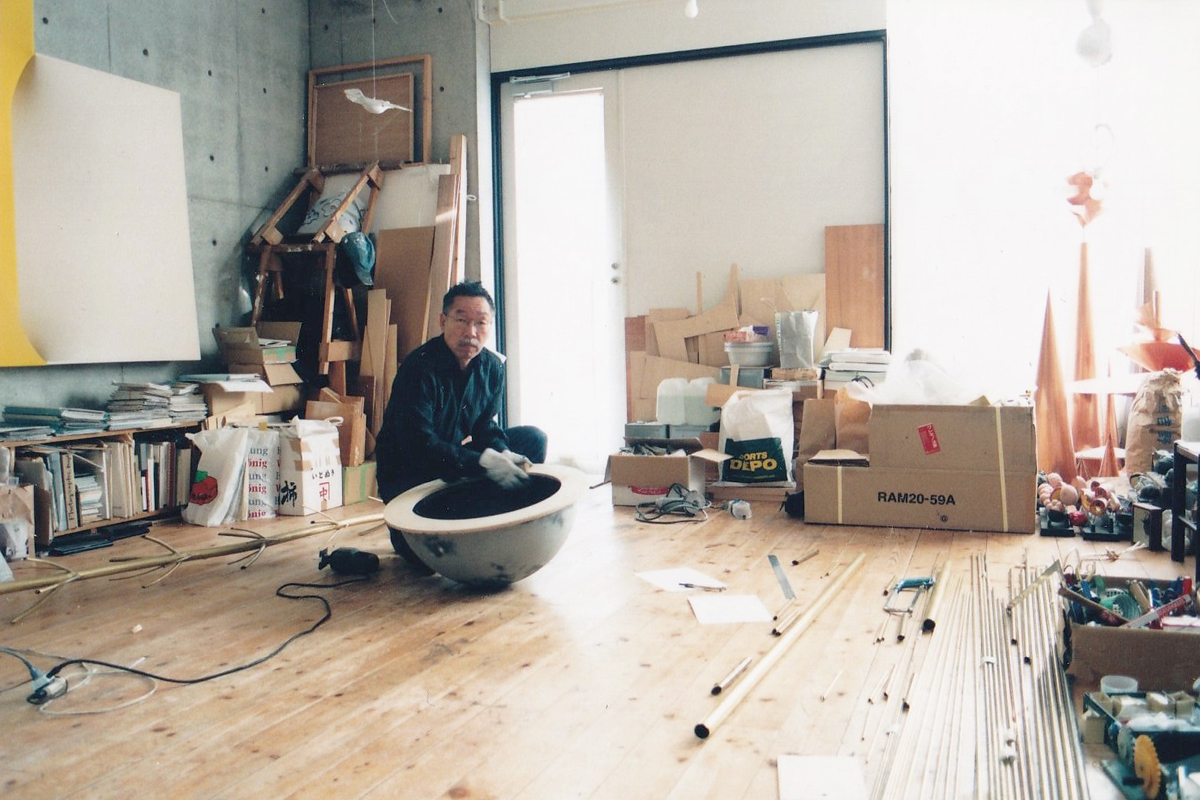
箕面のスタジオ、2006年
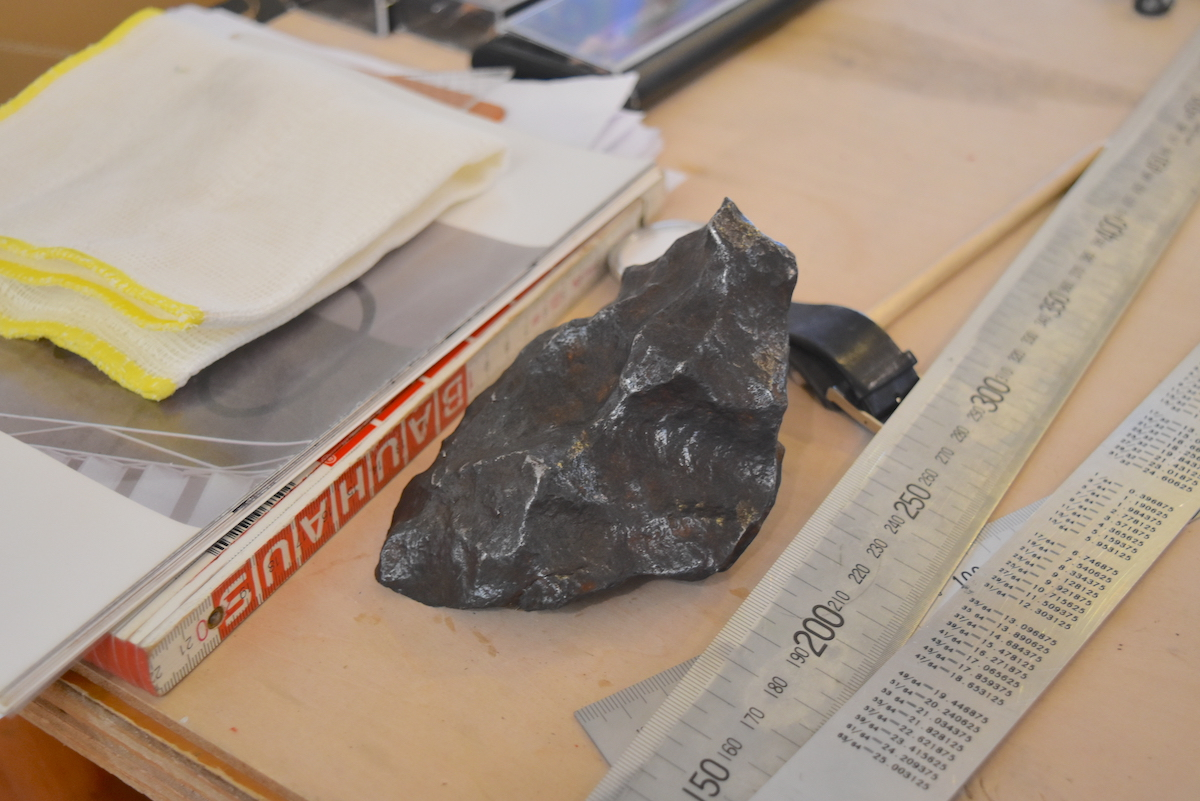
スタジオの机の上の鉄隕石。『摩擦のあいだ−宇宙からの贈りもの』（2021年）の石とブロンズ球体の間に使われた。

## スタイルとコンセプト
作品の表現手法は、映像（写真・フィルム・ヴィデオ）・パフォーマンス（およびその映像記録）・版画・彫刻・インスタレーションと多彩である。作品制作を「仕事（＝プロジェクト）」と呼び、プロジェクトのアイディアを描き記したドローイングも独立した作品として提示される。彫刻・インスタレーションの素材として、布・石・ガラス・鉄・ステンレス・銅・ブロンズ・真鍮・材木（主にベイマツ）・自然木を使うことが多い。そのスタイルは、あたかも抽象（abstract）と見えるが、作品に表現されているのは、重力などの、人間の目には見えない力（invisible force）が具体化されたものである。
1972年京都ビエンナーレのパンフレットに（〈あなたにとって美術とは何か〉という、出展作家に対するアンケートに答えて）「みえる構造（structure）、存在（existence）、関係（relations）をあらわにみえるようにすること。みえない構造、存在、関係をあらわにみえるようにすること。みえる構造、存在、関係をみえなくすること。」と書いていることが、作家活動最初期からの基本コンセプトを表わしている。
同時代の彫刻家である関根伸夫の作品に影響を受けたと思われるが、植松自身は「もの派」には属していない。また、主に欧州において、植松作品に禅の要素を見出す解釈は、全ての日本人が禅の影響を受けているという先入観に基づくものである。

## 作品展覧会

### 主な個展（美術館・アートセンター）
- 彫刻・写真・ヴィデオ・フィルム、ストックホルム近代美術館（スウェーデン）、1976-77年。
- 立体と写真、市立ヴィースバーデン美術館（ドイツ）、1977年。
- 植松奎二 彫刻と写真、ハイデルベルク芸術協会（ドイツ）、1979年。
- 植松奎二、インターナショナル・カルチャー・センター アントワープ（ベルギー）、1980年。
- 植松奎二展、市立レンバッハ美術館＋クンストフォルム（ドイツ・ミュンヒェン）、1980年。
- インスタレーション，軸−経度−緯度、P.S.1、（アメリカ・ニューヨーク）、1980-81年。
- 今日の作家シリーズ「植松奎二 立体と写真」、大阪府立現代美術センター（大阪市）、1981年。
- 「布と枝による構成」、ロッテルダム市立現代美術センター（オランダ）、1984年。
- イッツ・ポッシブル、ジークブルク市立美術館（ドイツ）、1994年。
- 知覚を超えてあるもの、西宮市大谷記念美術館（兵庫県）、1997年。
- 身体と眼差しへの思考，'70sの写真・映像から新作まで、北九州市立美術館（福岡県）、2003年。
- 地軸の傾きから、国際芸術センター青森（青森市）、2003年。
- 軸−経度−緯度、マールカステン美術家協会（ドイツ・デュッセルドルフ）、2005年。
- 時間の庭へ、西宮市大谷記念美術館（兵庫県）、2006年。
- 見えない力と見ること、マールカステン美術家協会（ドイツ・デュッセルドルフ）、2016年。
- みえないものへ、触れる方法−直観、芦屋市立美術博物館（兵庫県）、2021年。
- ナンセンスな旅への招待−みることの夢、霧島アートの森（鹿児島県）、2022年。

### 主なグループ展
- 第1回現代国際彫刻展、箱根彫刻の森美術館（神奈川県）、1969年。
- 第2回現代国際彫刻展、箱根彫刻の森美術館（神奈川県）、1971年。
- 今日の作家'72展、横浜市民ギャラリー、1972年。
- 日本の伝統と現代、デュッセルドルフ市立近代美術館（ドイツ）、1974年。
- アウスシュニッテ1「植松奎二」、デュッセルドルフ市立近代美術館（ドイツ）、1977年。
- アートナウ'70-'80、兵庫県立近代美術館（神戸市）、1981年。
- 写真による芸術、ベルリン・ナショナルギャラリー（ドイツ）、1983年。
- 現代美術における写真展、東京国立近代美術館（東京都千代田区）／京都国立近代美術館（京都市）、1983-84年。
- 彫刻展、カルティエ現代美術財団（フランス）、1985-86年。
- 第43回ヴェネツィア・ビエンナーレ 日本館、ジャルディーニ・ディ・カステーロ（イタリア）、1988年。
- 第12回神戸須磨離宮公園現代彫刻展、神戸市立須磨離宮公園（兵庫県）、1990年。
- 芸術における自然、メッセパラストホール（オーストリア・ウィーン）、1990年。
- 関西の美術1950-1970、兵庫県立近代美術館（神戸市）、1994年。
- 3rd 北九州ビエンナーレ、北九州市立美術館（福岡県）、1994年。
- ヘルシンキ2000アートガーデン、テーレ湾（フィンランド）、2000年。
- 重力−戦後美術の座標軸、国立国際美術館（大阪市）、1997年。
- 大地の芸術祭・越後妻有アート・トリエンナーレ2000（新潟・松之山町）、2000年。
- SHOES OR NO SHOES?、Provinciaal Centrum voor Kunst en Cultuur（ベルギー・ゲント）、2001年。
- DIN ART 4、コミュニケーション美術館（ドイツ・ハンブルク）、2002年。
- 開館30周年記念館蔵品展 館蔵品そろいぶみ、西宮市大谷記念美術館（兵庫県）、2002年。
- Party、Cap House（神戸市）、2003年。
- 中原悌二郎記念 収蔵品展−新収蔵品展、旭川市彫刻美術館（北海道）、2003年。
- うるわしの京都いとしの美術館 開館70周年記念展、京都市美術館、2003年。
- 彫刻における素材，ブロンズ、Conseil general des BDR（フランス・マルセイユ）、2003年。
- 美術の元素〈五つの部屋〉立体，油，水，硝子，絹・紙、西宮市大谷記念美術館（兵庫県）、2004年。
- Ask for II、ヴァッサーマン・ギャラリー（ドイツ・ミュンヒェン）、2004年。
- クラフトフェルド3、カルチャーフォルム・シュロスメイアホフ（ドイツ・デュッセルドルフ）、2004年。
- 芸術とともに生きる、インゴルシュタット美術館（ドイツ）、2004年。
- 彫刻家の素描展、旭川市彫刻美術館（北海道）、2004年。
- ドルトムント・クンストフェラインの20年、ドルトムント・クンストフェライン（ドイツ）、2004年。
- 6人の作家／Articulation 2004、アートコートギャラリー（大阪市）、2004年。
- 見る私 見られる私 コレクション展第一期、京都市美術館、2005年。
- ポチョン国際彫刻シンポジウム（韓国・ポチョン）、2005年。
- Photographic、海岸通ギャラリーCASO（大阪市）、2005年。
- 彩りの部屋 新春大谷コレクション、西宮市大谷記念美術館（兵庫県）、2006年。
- 初期ビデオアート再考、名古屋市民ギャラリー矢田、2006年。
- Gold Rush, Takuma +1 +1、クムサンギャラリー（韓国・ヘイリ）、2006年。
- 空間に生きる−日本のパブリックアート、札幌芸術の森美術館（北海道）／世田谷美術館（東京都）、2006年。
- ラジカル コミュニケーション・日本のヴィデオアート1968-1988、ゲティ・リサーチ・インスティチュート（アメリカ・ロサンジェルス）、2007年。
- 日本現代芸術祭、ヘイリ・アートヴァレリー（韓国・ヘイリ）、2007年。
- 天体と宇宙の美学、滋賀県立近代美術館（大津市）、2007年。
- 24 hours 7 days a week 24時間・7日・1週間、アルテフェアズウム（ドイツ・デュッセルドルフ）、2007年。
- 写真の美術・美術の写真、大阪市立近代美術館心斎橋展示室、2008年。
- 南の方から、マイヤーホフプロジェクト（ドイツ・デュッセルドルフ）、2008年。
- 現代美術の冒険、西宮市大谷記念美術館（兵庫県）、2008年。
- ヴィデオを待ちながら−映像、60年代から今日へ、東京国立近代美術館（東京都千代田区）、2009年。
- その森は謡う 2nd family project、あさご芸術の森美術館（兵庫県朝来市）、2009年。
- おもろいやつら・人間像で見る関西の美術、徳島県立近代美術館（徳島市）、2009年。
- 神戸ビエンナーレ Kobe Biennale 2009−港で出会う芸術祭−、神戸港（神戸市）、2009年。
- Bit.fall-Wasserfall ビットフォール−滝（大阪・道頓堀）、2009年。
- Vital Signals［ヴァイタル・シグナル］：日米初期ビデオアート上映会－芸術とテクノロジーの可能性－、広島市現代美術館、東北芸術工科大学（山形市）／横浜美術館（神奈川県）／愛知芸術文化センター（名古屋市）／ヒューストンセンター（アメリカ）／ロサンゼルス州立美術館（アメリカ）／アメリカ・ジャパン・センター（アメリカ・ニューヨーク）
- Vital Signals［ヴァイタル・シグナル］：日米初期ビデオアート上映会－芸術とテクノロジーの可能性－、早稲田大学（東京都）／日本大学（東京都）／北海道立近代美術館（札幌市）／立命館大学（京都市）／東京芸術大学（東京都）／国立国際美術館（大阪市）、2010年。
- 大原Best 大原美術館創立80周年記念特別展、大原美術館（岡山県倉敷市）、2010年。
- Seeing−6人の作家による写真表現、富士ゼロックスアートスペース（神奈川県横浜市）、2010年。
- コレクション展2 近年の収蔵品を中心に、国立国際美術館（大阪市）、2010年。
- 中原悌二郎賞創設40周年記念展、中原悌二郎記念旭川市彫刻美術館（北海道）、2011年。
- ギャラリー・ロオールの30年、ギャラリー・ロオール（ドイツ・メンヒェングラートバッハ）、2011年。
- 1970年代へ写真と美術の転換期−複写 反射 投影−I期 写真を選ぶ：視覚の点検、ユミコチバアソシエイツ ビューイングルーム新宿（東京・新宿）、2011年。
- 鉄に挑む熱き男たち 植松奎二＋塚脇淳＋榎忠、BBプラザ美術館（神戸市）、2011年。
- Acte V アクトV、レアテュ美術館（フランス・アルル）、2012年。
- 対話する美術／前衛の関西、西宮市大谷記念美術館（兵庫県）、2012年。
- Zauberspiegel、クンストハーレ・ブレーメン（ドイツ・ブレーメン）、2012年。
- 言葉と美術が繋ぐもの−中原佑介へのオマージュ展、ギャラリーヤマキファインアート（神戸市）、2012年。
- 振子のあと、ギャラリーヤマキファインアート（神戸市）、2012年。
- Ohara Contemporary 大原現代、大原美術館（岡山県倉敷市）、2013年。
- コレクション展2 戦後の彫刻：素材という観点から、国立国際美術館（大阪市）、2013年。
- 信濃橋画廊コレクションを中心に、兵庫県立美術館（神戸市）、2013年。
- この素晴らしき彫刻の世界、北九州市立美術館（福岡県）、2013年。
- 中原悌二郎と中原悌二郎賞の作家たち、中原悌二郎記念旭川市彫刻美術館ステーションギャラリー（北海道）、2013年。
- SPEKTRUM、ギャラリー・ロオール（ドイツ・メンヒェングラートバッハ）、2013年。
- 村岡三郎へのオマージュ、ギャラリー16（京都市）、2014年。
- In-between 植松奎二／渡辺信子、ボードワン・ルボン・ギャラリー（フランス・パリ）、2014年。
- 植松奎二／渡辺信子、シャトウ・メゾン・モーゼル（フランス・アンドレシー）、2014年。
- あさご芸術の森 野外彫刻の作家たち展、あさご芸術の森美術館（兵庫県朝来市）、2014年。
- ジャポン、聖アンドレ大修道院メイマック現代アートセンター（フランス・メイマック）、2014年。
- 日本の写真−イメージと物質 1970年代から、マリアンネ・ボエスキー・ギャラリー（アメリカ・ニューヨーク）、2014年。
- 4x4、ステファン・フリードマン・ギャラリー（イギリス・ロンドン）、2014年。
- アルテヴィダ，「身体」、カサ・フランカ・ブラジル（ブラジル・リオデジャネイロ）、2014年。
- 丘の上のタカラ箱、北九州市立美術館（福岡県）、2014年。
- 夏のクール・スポット 垂直の夢・水平の思考・自分の手足を定規にしたら、京都市立美術館、2014年。
- 1974 戦後美術の転換点、群馬県立近代美術館（高崎市）、2014年。
- 倉敷市立美術館の洋画名作展、倉敷市立美術館（岡山県）、2014年。
- 新しい世界のために、1968年から1979年における日本美術と写真における実験、ヒューストン美術館（アメリカ・テキサス）／グレイアートギャラリー（同・ニューヨーク）／ジャパンソサエティ（同）、2015年。
- Re: play 1972/2015「映像表現 '72」展再演、東京国立近代美術館（東京都千代田区）、2015年。
- Performing for the Camera、テートモダン（イギリス・ロンドン）、2016年。
- アート・バーゼル香港 エンカウンターズ（香港）、2016年。
- 京都・美の系譜、京都市美術館、2016年。
- 彫刻大集合、兵庫県立美術館（神戸市）、2016〜17年。
- 拡がる彫刻 熱き男たちによるドローイング 植松奎二 JUN TAMBA 榎忠、BBプラザ美術館（神戸市）、2017年。
- 黒と白、ギャラリー・ロオール（ドイツ・メンヒェングラートバッハ）、2017年。
- アジアの声、アラリオギャラリー（中国・上海）、2017年。
- 「リアル」からの創造／脱却、兵庫県立美術館（神戸市）、2017年。
- 態度が形になる時−安斎重男による日本の70年代美術、国立国際美術館（大阪市）、2017年。
- トラベラーズ：まだ見ぬ地を踏むために 開館40周年記念展、国立国際美術館（大阪市）、2018年。
- 無限に向かって：1965-1980、サイモン・リー・ギャラリー（アメリカ・ニューヨーク／イギリス・ロンドン）、2018年。
- アジアにめざめたら アートが変わる、世界が変わる1960-1990年代、東京国立近代美術館（東京都千代田区）、2018年。※2019年、韓国／シンガポールに巡回
- 綺麗なプライバシー、中国美術学院美術館（中国・杭州）、2018年。
- g=9,8 N.kg-1、ギャラリー・クリストフ・ガイヤール（フランス・パリ）、2019年。
- アジアにめざめたら アートが変わる、世界が変わる1960-1990年代、韓国国立近現代美術館（韓国・果川）／シンガポール国立美術館、2019年。
- 裏返し：高松次郎と植松奎二による会話、英国王立彫刻家協会ドーラハウス（イギリス・ロンドン）、2019年。
- 世界を測定する、オクシタニア現代美術館（フランス・オクシタニア）、2019年。
- コレクション―現代日本の美意識、国立国際美術館（大阪市）、2020年。
- 京都の美術250年の夢 ―江戸から現代へ―、京都市京セラ美術館、2020年。
- 開館30周年記念「ドイツ 20世紀 アート」―人・対話・みらい―、徳島県立近代美術館（徳島市）、2020年。
- 奥能登国際芸術祭2023、石川県珠洲市、2023年。
- Collection 1950s-1970s 419: "Photography and Language"、ニューヨーク近代美術館、2024年。

## 主な作品

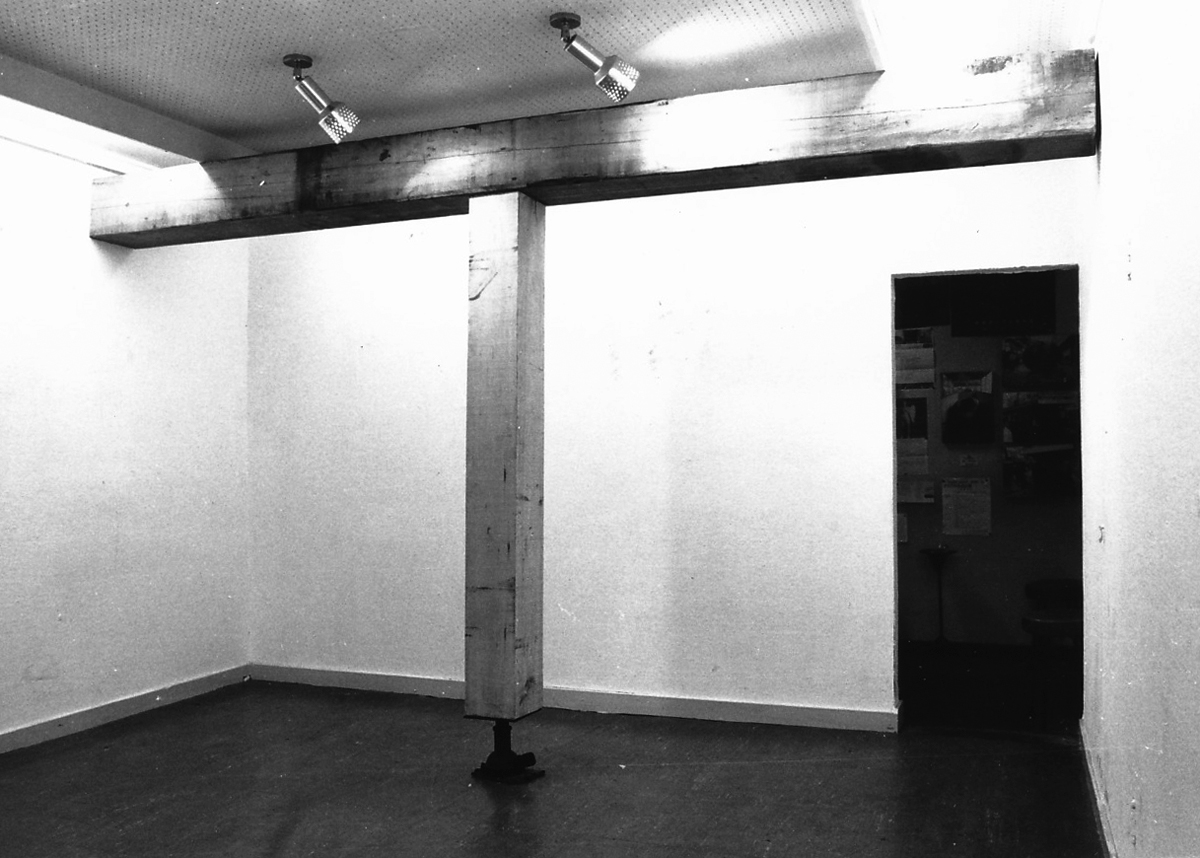
『截接』1971年
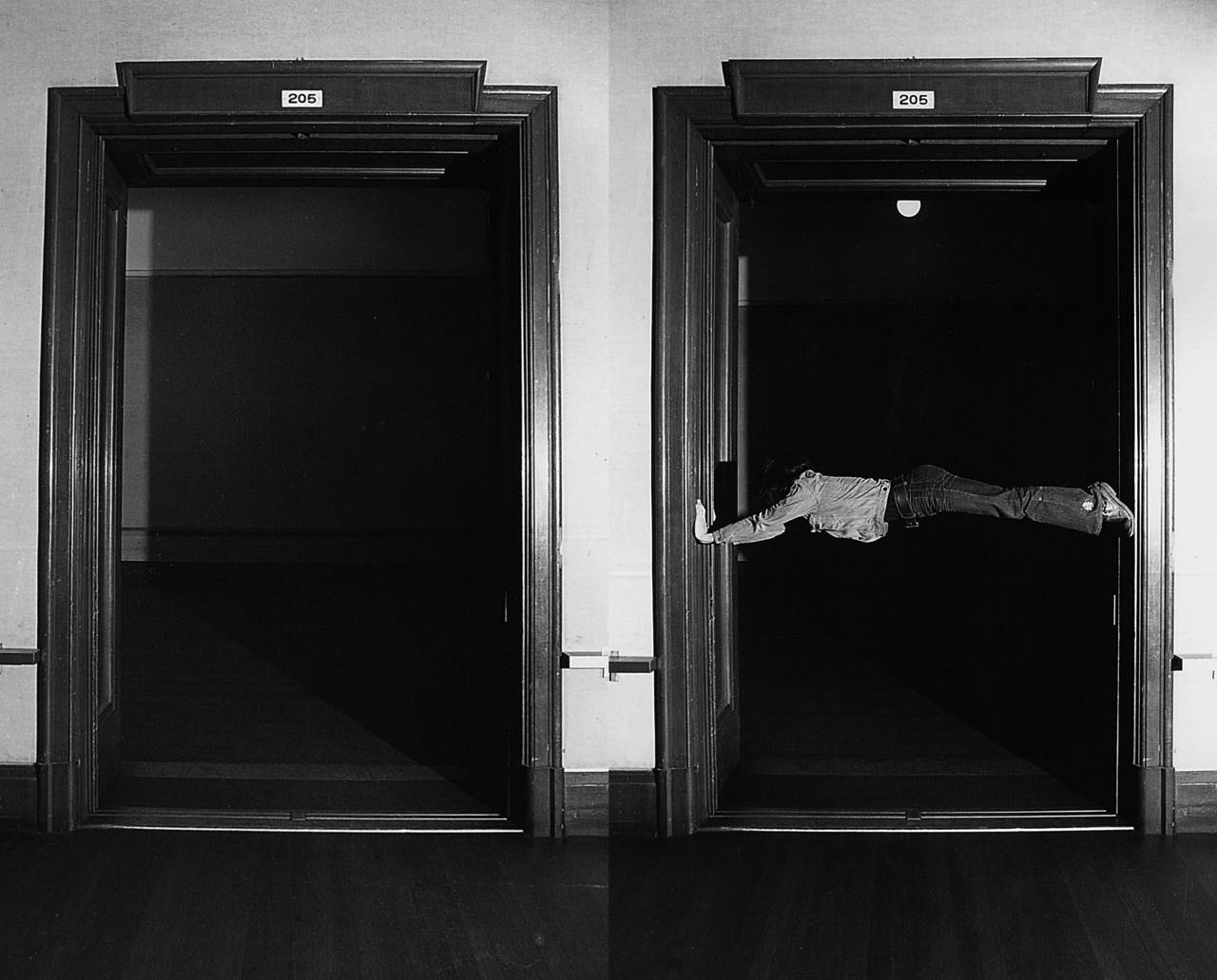
『水平の場』1973年
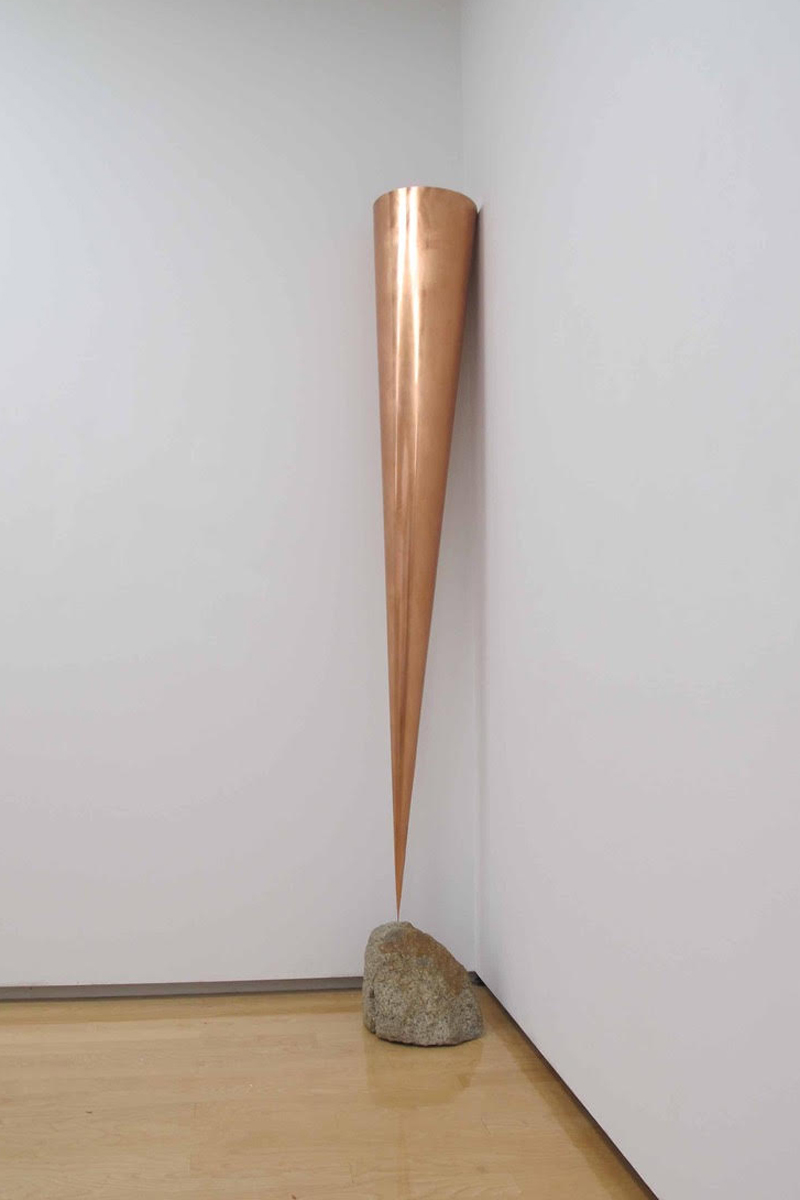
『コーナーピースI：倒置−垂直の場』1988年
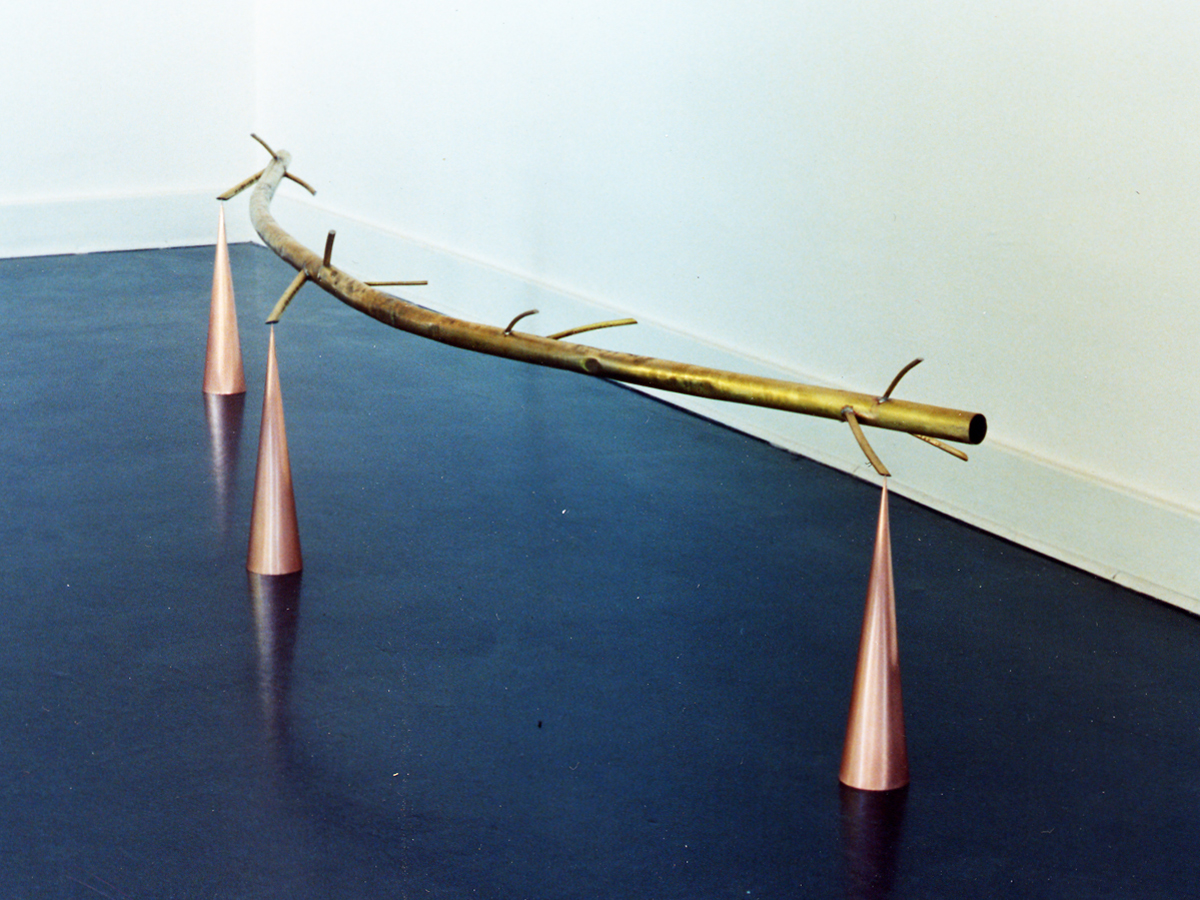
『置−浮遊の場』1989年
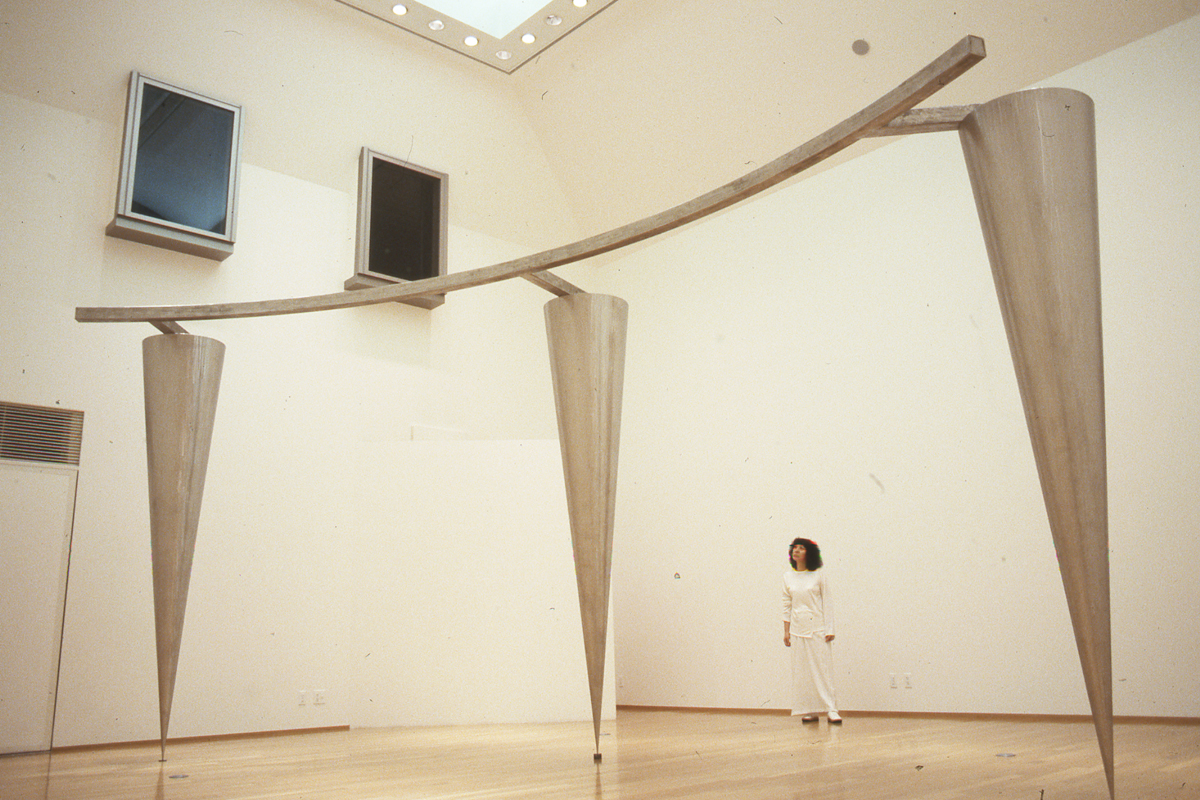
『軸−経度−緯度』1999年
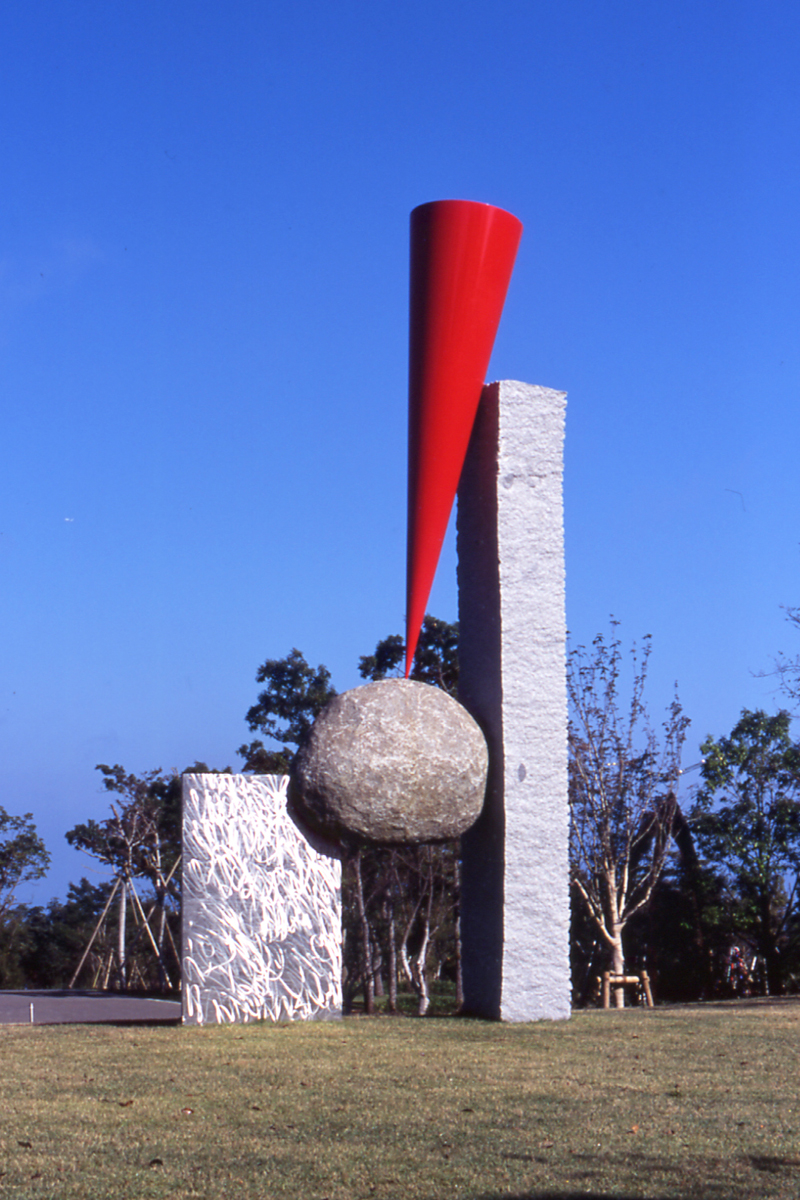
『浮くかたち−赤』2000年
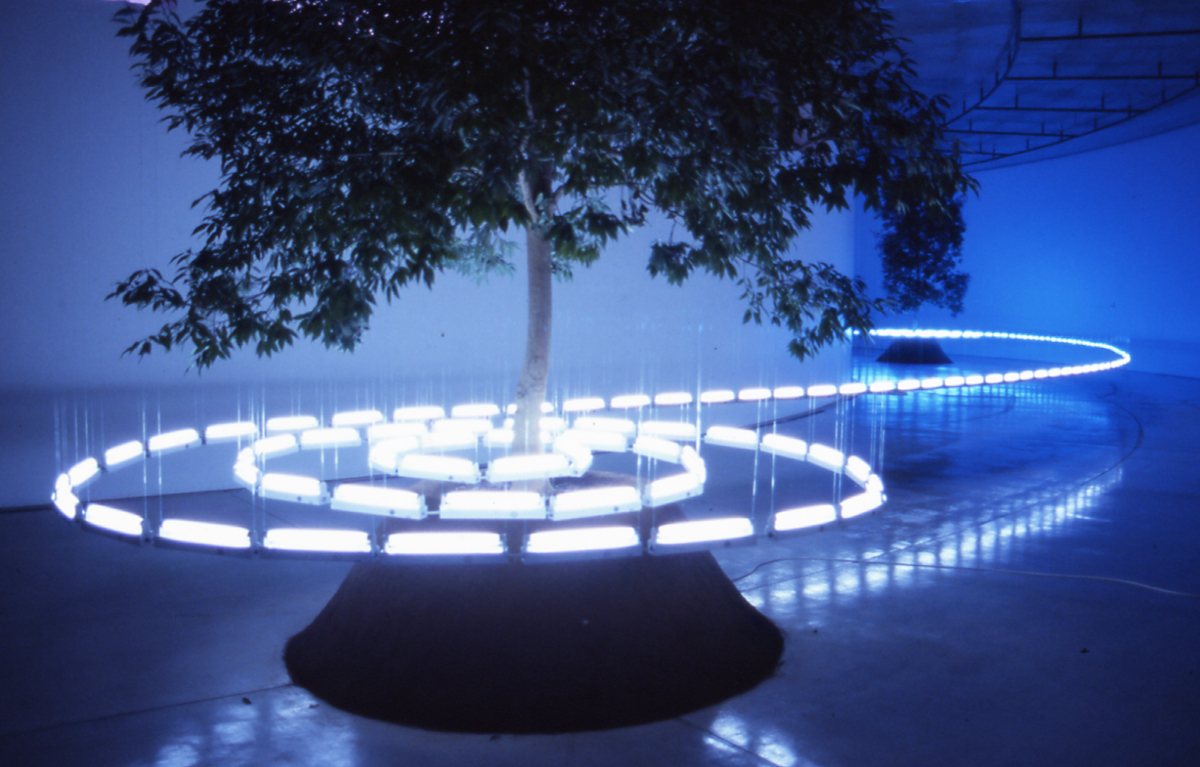
『樹とともに−螺旋の気配』2003年
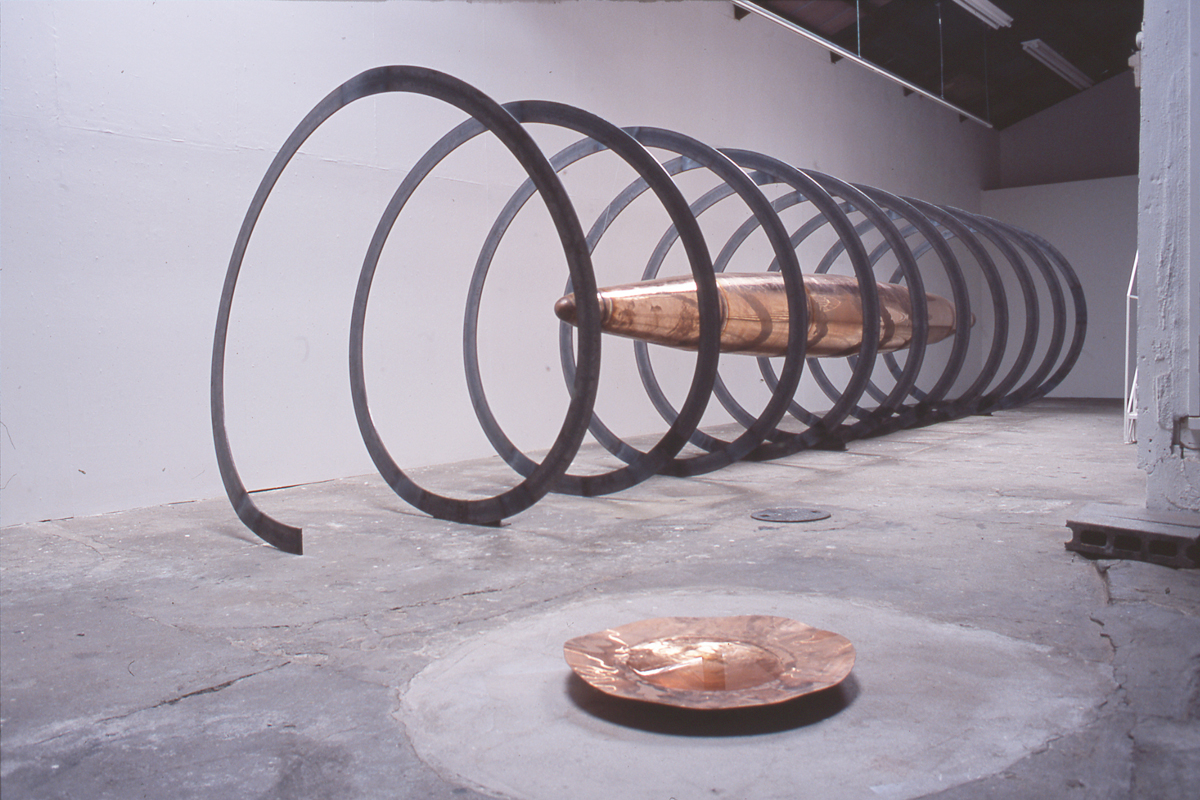
『螺旋の気配から』2007年
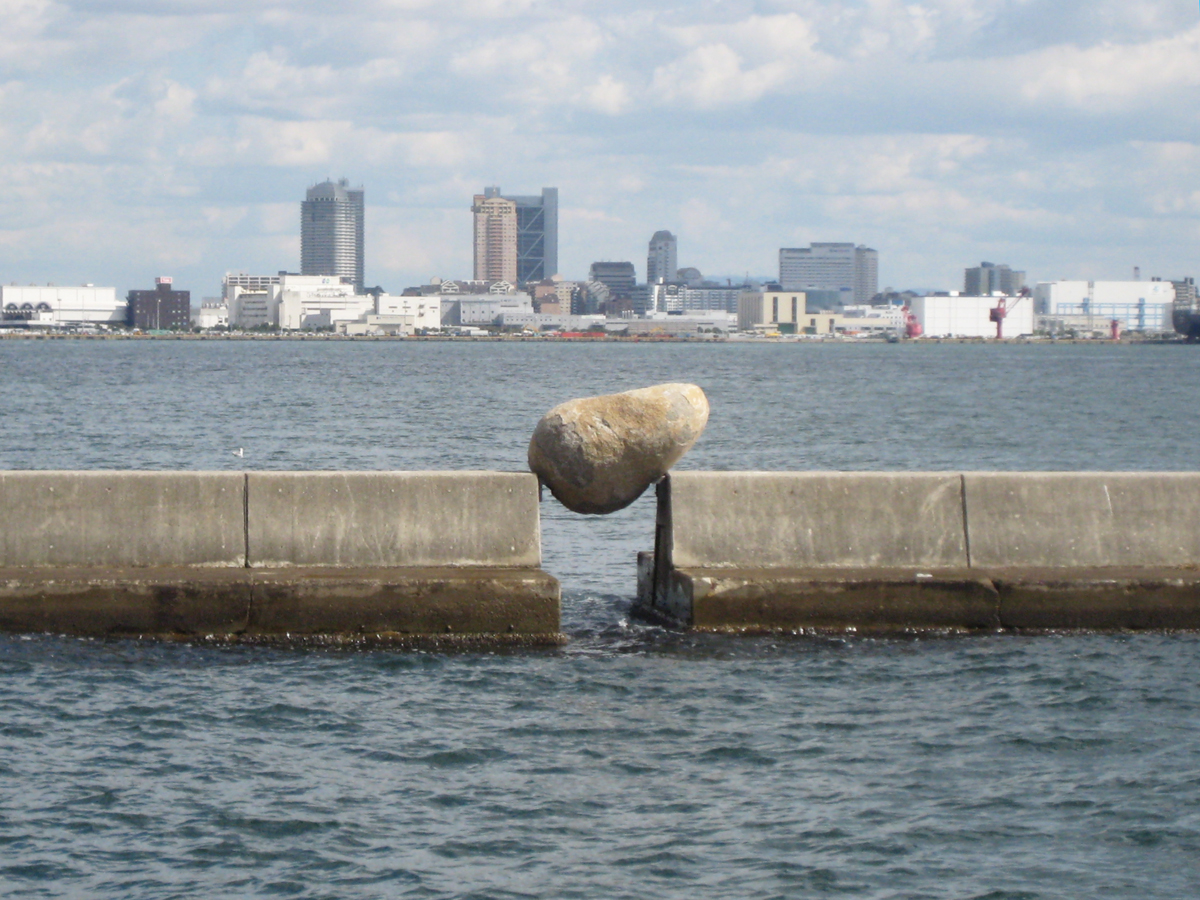
『間のかたちII』2009年
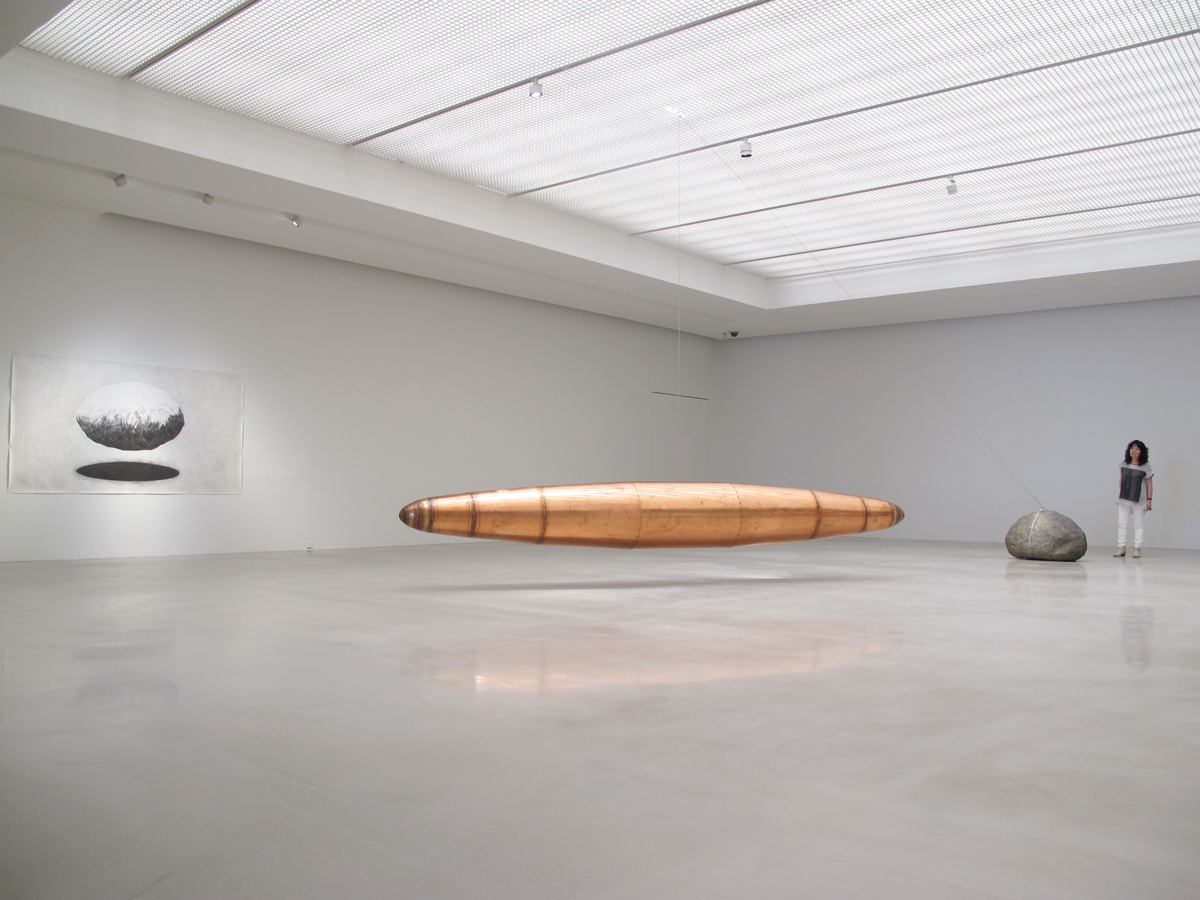
『浮くかたち−みえない軸』2015年、韓国・チョナン
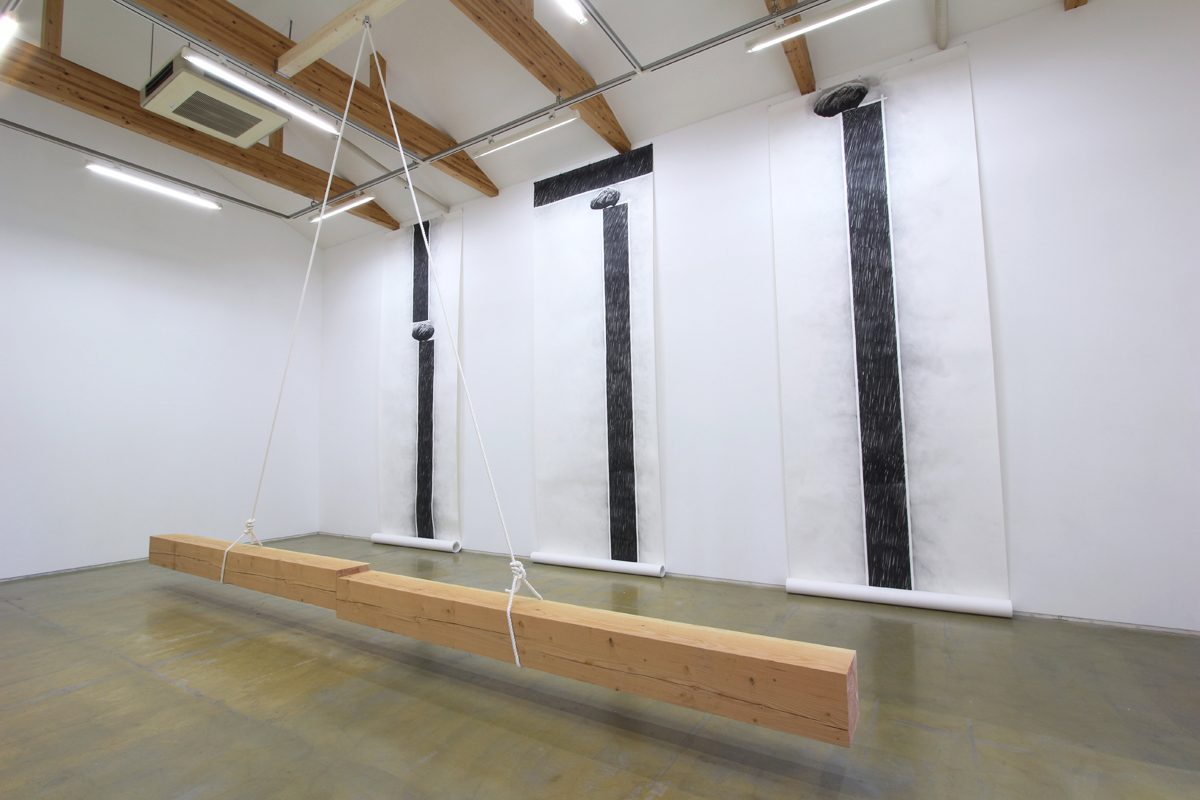
『截接-トライアングル』（手前）と『置−重力軸』2017年
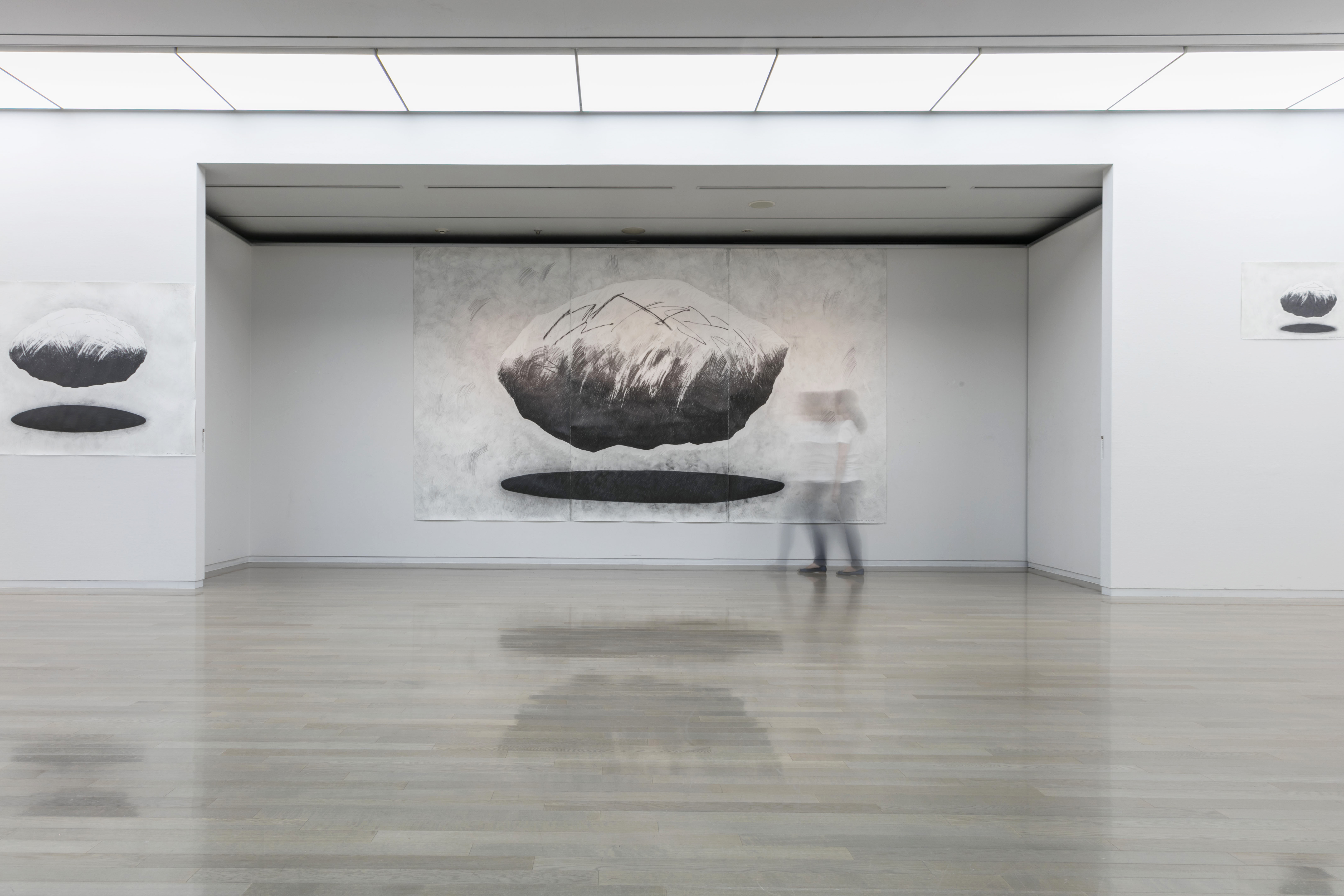
『浮く石』2017年
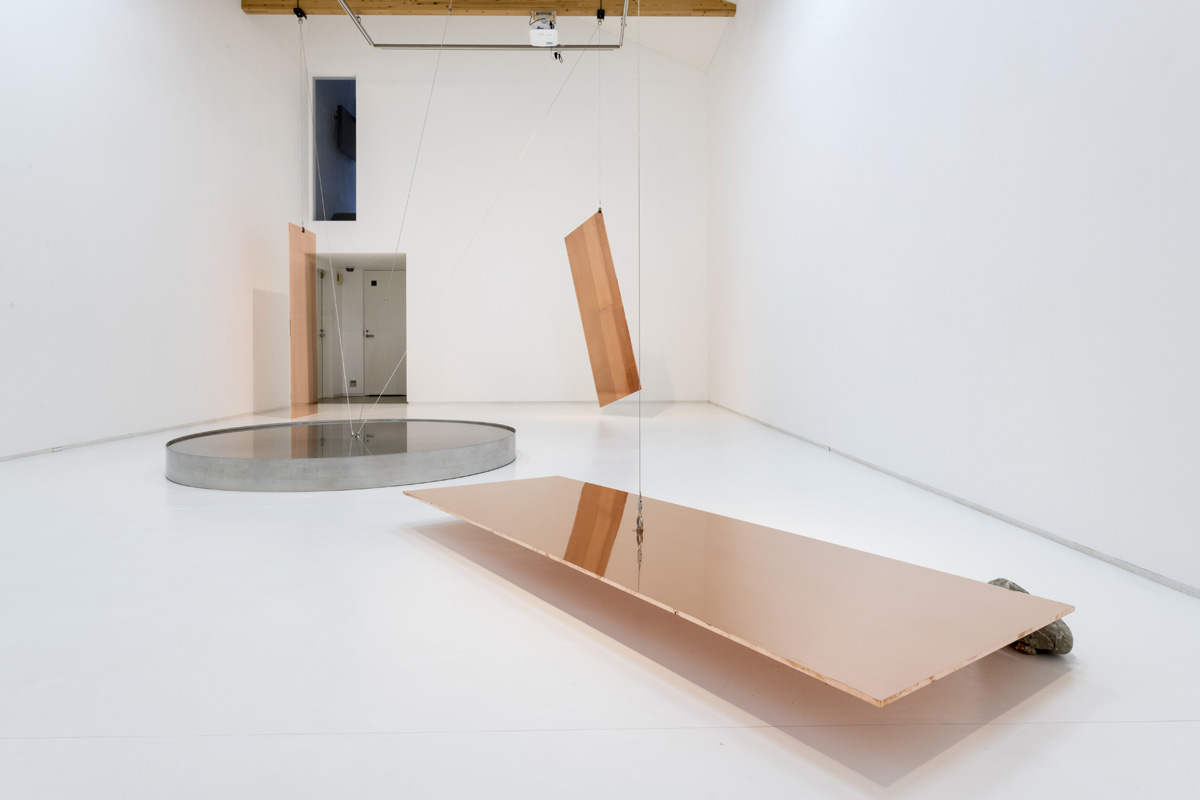
『見えない軸−水平・垂直・傾』2019年
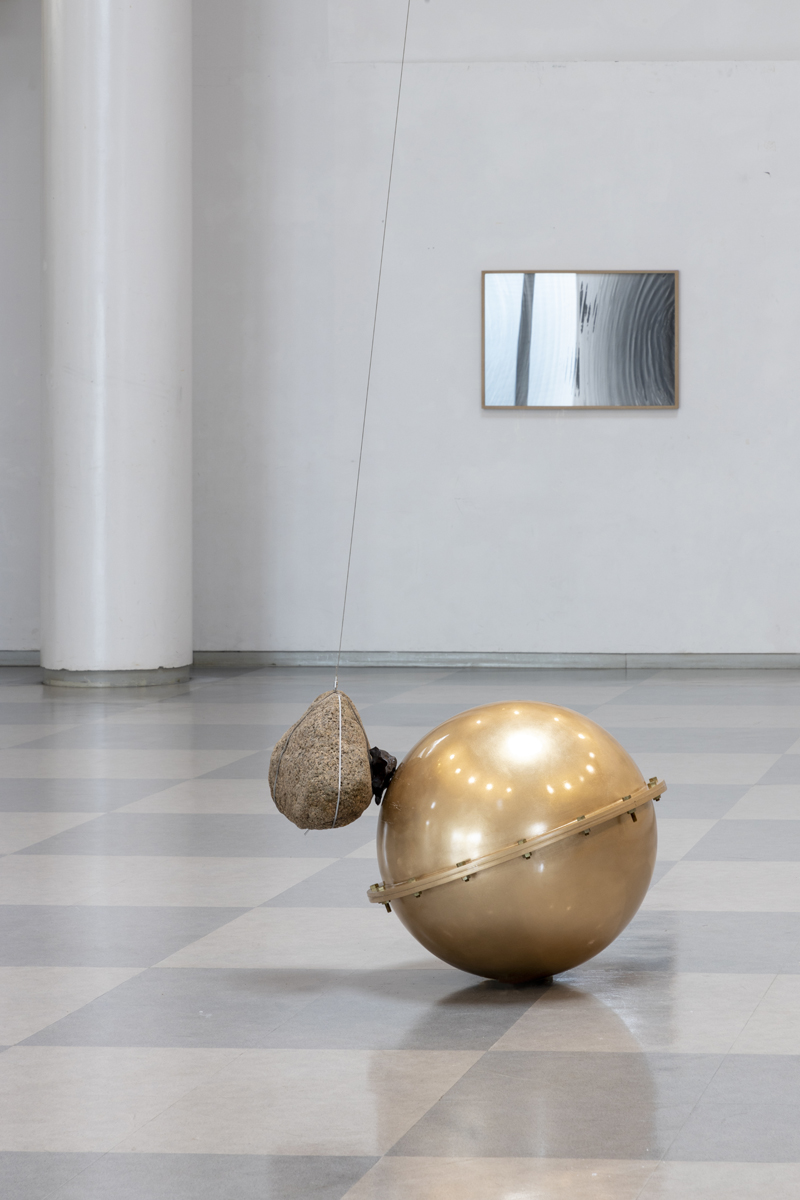
『摩擦のあいだ−宇宙からの贈りもの』2021年
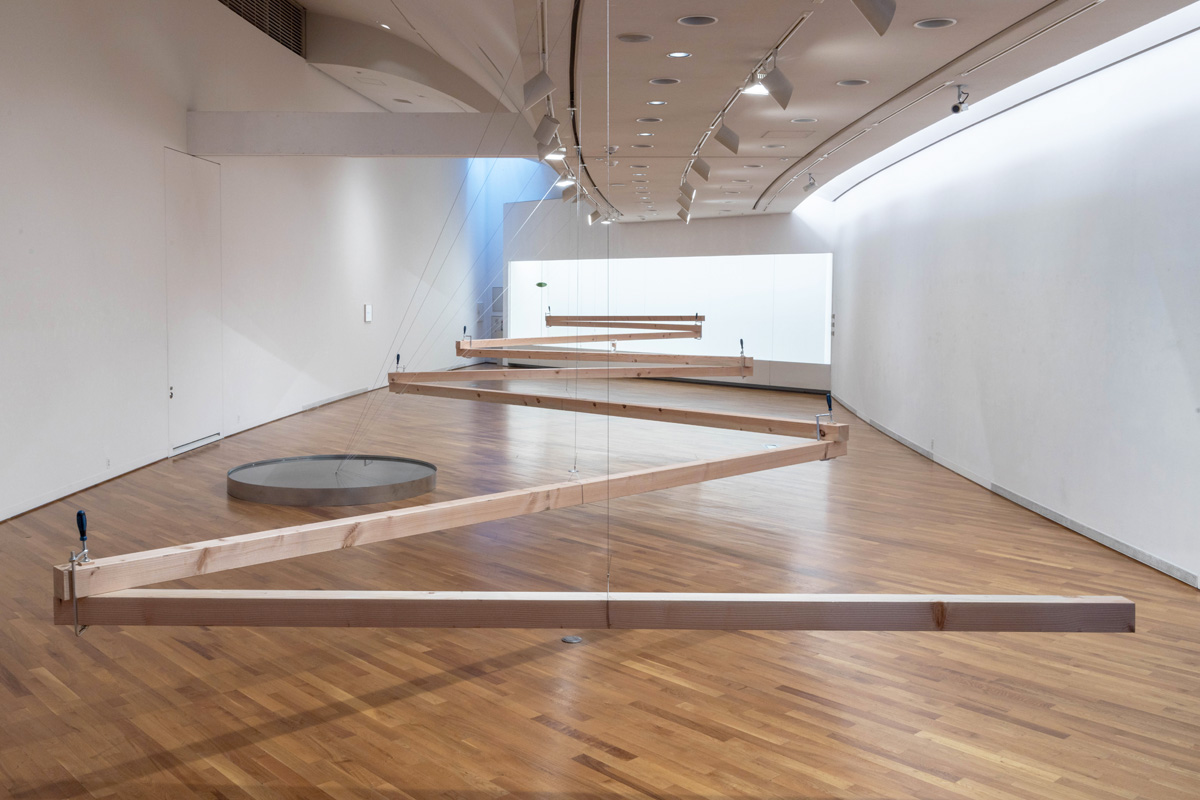
『見えない力−軸・経度・緯度』2021年
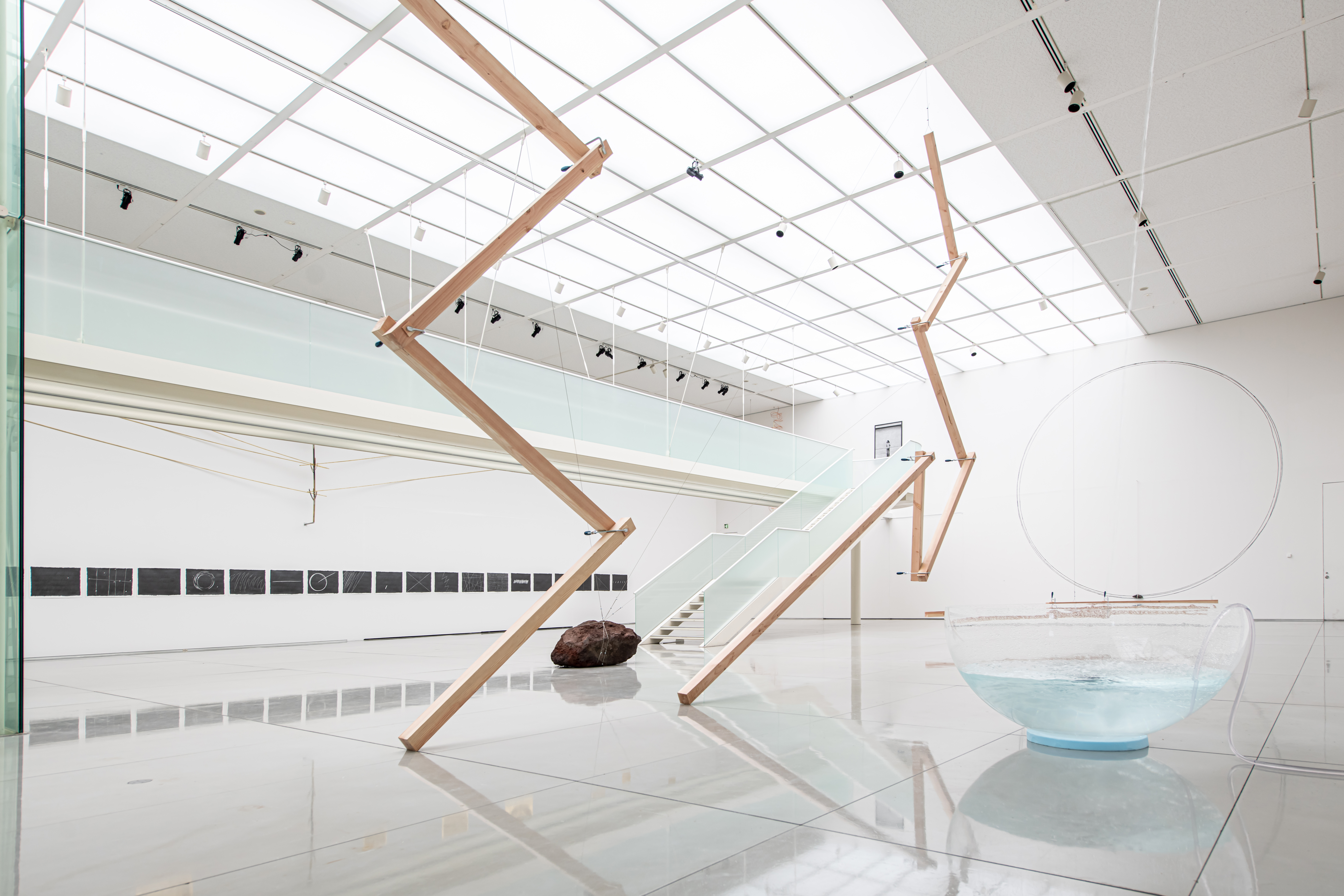
『見えない力-天と地の間に』2022年
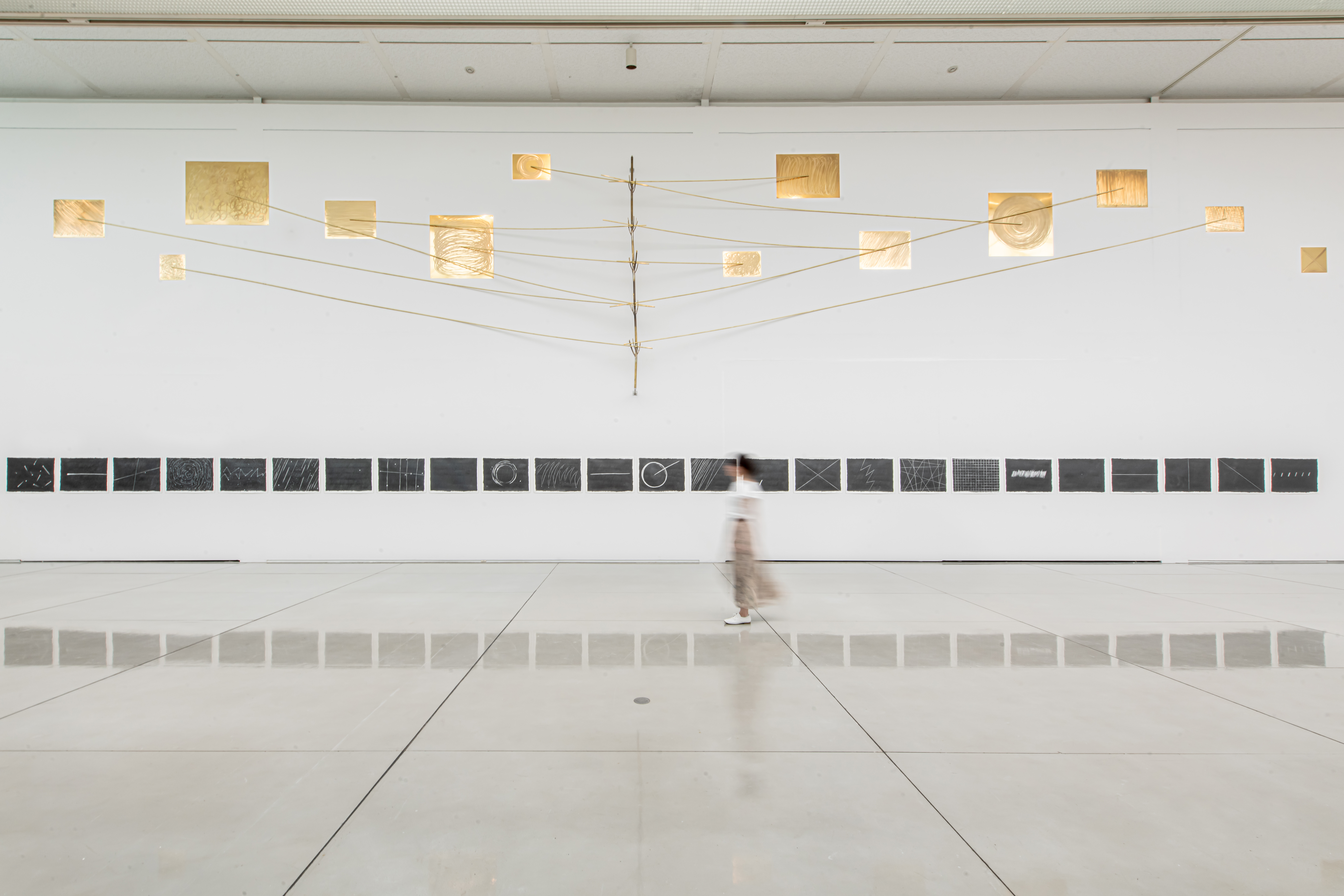
『枝とともに-エネルギーに触れる』2022年
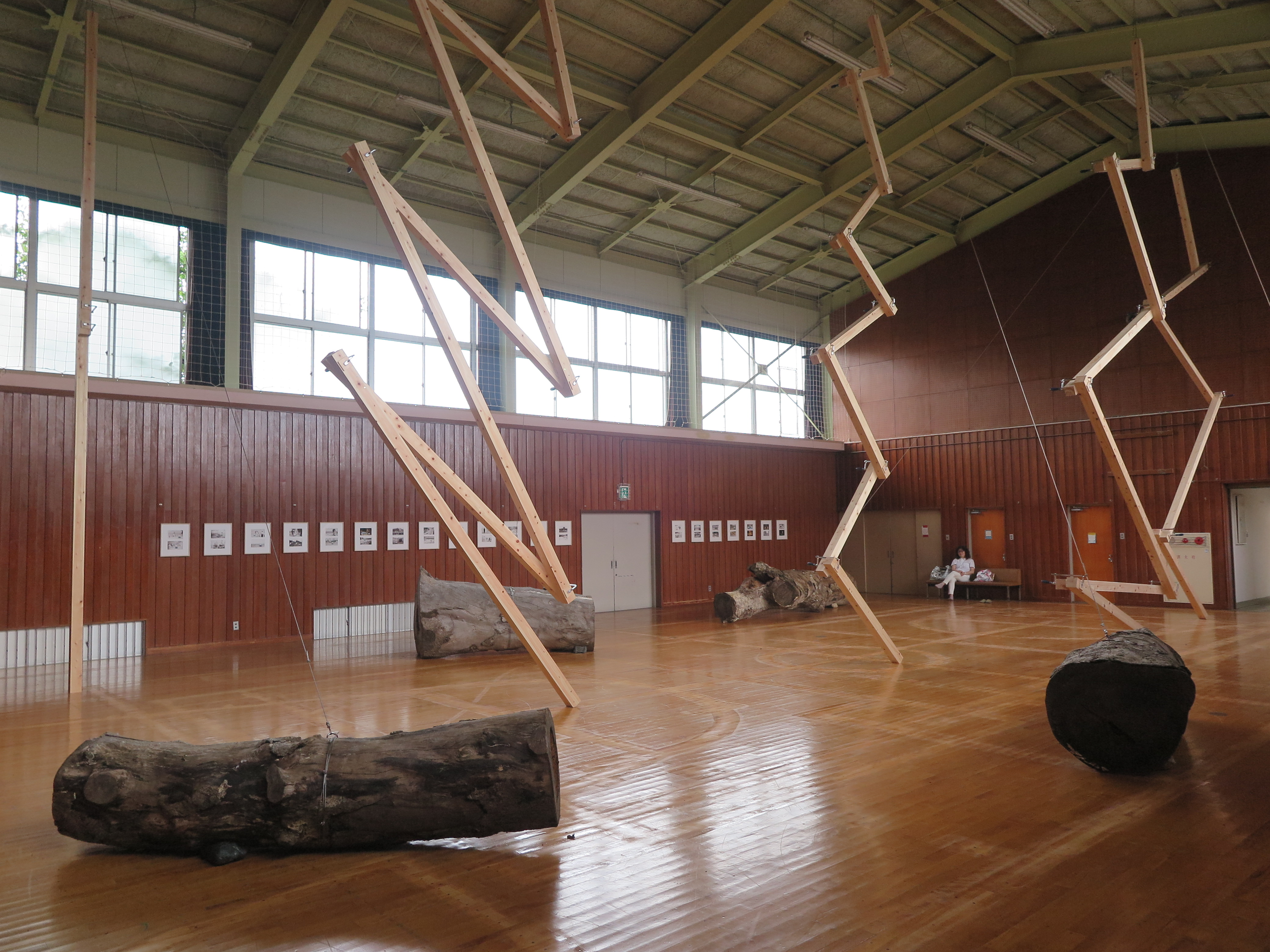
『みえないエネルギー　天と地と海との間に』2023年

## 受賞歴
- 第8回ジャパンアートフェスティバル 優秀賞、1973年。
- 神戸市文化奨励賞、1974年。
- 第12回神戸須磨離宮公園現代彫刻展 大賞、1990年。
- 第15回現代日本彫刻展 宇部興産株式会社賞／神奈川県立近代美術館賞、1993年。
- 第16回現代日本彫刻展 宇部興産株式会社賞、1995年。
- 第23回長野市野外彫刻賞、1996年。
- 第28回中原悌二郎賞 優秀賞、1997年。
- 第17回現代日本彫刻展 宇部興産創業100周年記念賞／兵庫県立近代美術館賞、1997年。
- 第22回井植文化賞（文化芸術部門）、1998年。
- 第6回朝来2001野外彫刻展in多々良木'99 大賞、1999年。
- 神戸市文化賞、2010年。
- 第38回中原悌二郎賞、2013年。
- 兵庫県文化賞、2021年。

## パブリックコレクション
末尾に * 印のあるものは外部リンクあり
- 中原悌二郎記念旭川市彫刻美術館（北海道）
- 札幌芸術の森美術館（[17]北海道）
- 国際芸術センター青森（[18]青森市）*
- 世田谷美術館（東京都）*
- ファーレ立川（[19]東京都立川市）
- 彫刻の森美術館（神奈川県・箱根町）
- 神奈川県立近代美術館鎌倉別館（[20]）*
- 愛知県図書館（[21]名古屋市）
- 滋賀県立美術館（大津市）
- 京都市京セラ美術館
- 国立国際美術館（[22]大阪市）
- 大阪中之島美術館（[23]大阪市）
- パナソニックミュージアム（[24]大阪府門真市）
- 和歌山県立近代美術館（和歌山市）
- 兵庫県立美術館（神戸市）
- 兵庫県立芸術文化センター（西宮市）
- 西宮市大谷記念美術館（[25]兵庫県）
- 関西学院大学（[24]兵庫県西宮市）
- あさご芸術の森美術館（兵庫県朝来市）*
- JR山陰本線和田山駅（兵庫県朝来市)
- 大原美術館（岡山県倉敷市）*
- 倉敷市立美術館（[20]岡山県）*
- 緑と花と彫刻の博物館 ときわミュージアム（山口県宇部市）
- 徳島県立近代美術館（徳島市）
- 北九州市立美術館（福岡県）
- 霧島アートの森（[26]鹿児島県姶良郡）
- ストックホルム近代美術館（スウェーデン）
- フォーリンデン美術館（オランダ）
- ヴィルヘルム・ハック美術館（ドイツ）
- ノイウルマー美術館（ドイツ）
- ハンブルク工芸美術館（ドイツ）
- ブレーメン美術館（ドイツ）
- 市立レンバッハ美術館（ドイツ）
- 市立ヴィースバーデン美術館（ドイツ）
- ダイムラー アートコレクション（ドイツ・ベルリン）
- カルティエ現代美術財団（フランス）
- パリ装飾美術館（フランス）
- Maison Elsa Triolet Aragon, St-Arnoult en Yvelines（フランス）
- LA CHAPELLE art contemporain, Clairefontaine（フランス）
- レアテュ美術館（フランス）
- ピノー・コレクション（フランス）
- ブルガリコレクション（アメリカ・ニューヨーク／イタリア・ローマ）
- ニューヨーク近代美術館（アメリカ）
- ヒューストン美術館（アメリカ）
- 釜山市立美術館（韓国）

### 単行書・雑誌
- 1969-1991 Keiji UEMATSU. ノマルエディション. (1991). ISBN 4-931270-03-4
- 愛知芸術文化センター愛知県図書館（編）『年魚市』第1号、愛知芸術文化センター愛知県図書館、1991年11月30日。
- From Postwar to Postmodern, Art in Japan 1945-1989. The Museum of Modern Art. (2012). p. 283/284, 332/333
- 50 years of galerie 16: 1962-2012. galerie 16 Kyoto. (2014). p. 67-74

### 展覧会図録
- Skulptur Foto Video Film. Stockholm: Moderna Museet. (1976). ISBN 91-7100-112-3
- Giappone La Biennale di Venezia 1988. The Japan Foundation. ISBN 88-208-0346-1
- 逸脱する時間／空間. 西武アート・フォーラム. (1991)
- Keiji Uematsu / Behind the Perception 植松奎二展 知覚を超えてあるもの. 西宮市大谷記念美術館. (1997)
- 身体と眼差しへの思考、'70sの写真・映像から新作まで. 北九州美術館. (2003)
- Museum Collection + New Works 時間の庭へ・植松奎二展 Keiji Uematsu, The Garden of Time. 西宮市大谷記念美術館. (2006)
- 植松奎二：みえないものへ、触れる方法―直観. 芦屋市立美術博物館. (2021)

### ウェブ
- 日本美術オーラル・ヒストリー・アーカイヴ http://www.oralarthistory.org
- 国立映画アーカイブ http://nfad.nfaj.go.jp/det.php?data_id=98559

### 授賞・表彰
- 兵庫県：文化賞
- 神戸市：文化功労者表彰
- 中原悌二郎賞
- 井植文化賞

### 美術館
- あさご芸術の森美術館
- 芦屋市立美術博物館
- 大原美術館
- 神奈川県立近代美術館
- 倉敷市立美術館
- 国際芸術センター青森
- 世田谷美術館

### ギャラリー
- Arario Gallery アラリオ・ギャラリー（韓国／中国）
- Baudoin Lebon Gallery ボードワン・ルボン・ギャラリー（フランス・パリ）
- Galerie Löhrl ギャラリー・ロオール（ドイツ・メンヒェングラートバッハ）
- Gallery Nomart ギャラリー・ノマル（大阪）
- Simon Lee Gallery サイモン・リー・ギャラリー（イギリス／香港／アメリカ）
- Yumiko Chiba Associates ユミコチバアソシエイツ（東京）

### データベース・アーカイヴ
- Collaborative Cataloging Japan コラボラティブ・カタロギング・ジャパン（アメリカ・フィラデルフィア）